# Wales
Wales hay Xứ Wales (phát âm tiếng Anh: /ˈweɪlz/ ⓘ; tiếng Wales: Cymru [ˈkəm.rɨ] ⓘ hay [ˈkəm.ri]) là một quốc gia thuộc Vương quốc Liên hiệp Anh và Bắc Ireland và nằm trên đảo Anh. Wales có biên giới với Anh (England) về phía đông, trong khi biển Ireland nằm về phía bắc và tây, còn eo biển Bristol nằm về phía nam. Dân số Wales đạt hơn 3 triệu người vào năm 2011, sống trên tổng diện tích 20.779 km². Wales có trên 2.700 km đường bờ biển và địa hình phần lớn là vùng núi, các đỉnh núi cao nằm tại các khu vực miền bắc và miền trung. Wales nằm trong vùng ôn đới và có khí hậu đại dương hay biến đổi.
Bản sắc dân tộc Wales xuất hiện trong nhóm người Briton Celt sau khi người La Mã triệt thoái khỏi đảo Anh vào thế kỷ V và Wales được nhìn nhận là một trong các quốc gia Celt hiện đại. Sự kiện Llywelyn ap Gruffudd mất vào năm 1282 đánh dấu việc Quốc vương Anh Edward I hoàn thành cuộc chinh phục Wales. Toàn bộ Wales được hợp nhất vào Anh và trong hệ thống pháp luật Anh theo đạo luật năm 1535–1542. Chính trị đặc trưng của Wales phát triển trong thế kỷ XIX. Chủ nghĩa tự do xuất hiện vào đầu thế kỷ XX, song bị thay thế khi chủ nghĩa xã hội và Công đảng phát triển. Tình cảm dân tộc Wales phát triển theo thế kỷ; Plaid Cymru được thành lập vào năm 1925 và Hội Ngôn ngữ Wales được thành lập vào năm 1962. Quốc hội Wales được thành lập vào năm 1998, chịu trách nhiệm về một loạt chính sách được phân quyền.
Thời gian đầu Cách mạng công nghiệp, do các ngành khai mỏ và luyện kim phát triển nên Wales biến đổi từ một xã hội nông nghiệp thành một quốc gia công nghiệp, khai thác vùng mỏ than đá ở miền nam Wales khiến dân số Wales tăng nhanh chóng. Hai phần ba dân chúng sống tại Nam Wales, chủ yếu là trong nội ô và ngoại ô Cardiff (thủ đô), Swansea, Newport và trong các thung lũng gần đó. Hiện nay, các ngành công nghiệp khai khoáng và công nghiệp nặng truyền thống của Wales dường như không còn hoặc đang suy thoái, kinh tế Wales phụ thuộc vào các ngành công nghiệp nhẹ và dịch vụ cùng du lịch. Tổng giá trị gia tăng (GVA) của Wales vào năm 2010 là 45,5 tỷ bảng Anh, GVA bình quân tương đương 74% mức trung bình toàn Anh Quốc.

## Từ nguyên và tên gọi
Từ "Wales" và "Welsh" trong tiếng Anh bắt nguồn từ cùng gốc German (số ít Walh, số nhiều Walha), nó lại có nguồn gốc từ tên của một bộ lạc Celt được người La Mã gọi là Volcae và được ám chỉ bừa bãi cho toàn thể người Celt. Người Anglo-Saxon nói tiếng Anh cổ sử dụng thuật ngữ Wælisc khi ám chỉ cụ thể người Briton Celt, và Wēalas khi ám chỉ vùng đất của họ. Tên người Wales tự gọi trong tiếng Wales hiện nay là Cymry, và Cymru là tên tiếng Wales của Wales. Các từ này đều được đọc là [ˈkəm.rɨ], và có nguồn gốc từ combrogi trong tiếng Brython, nghĩa là "đồng bào". Dạng Latinh hóa của các tên gọi này là Cambrian, Cambric hay Cambria, là các tên thay thế ít dùng để chỉ Wales và người Wales.
Trong tiếng Việt, trước đây quốc gia này còn gọi là Gan theo cách gọi Galles của tiếng Pháp. Truyền thông tiếng Việt hiện tại thường gọi là Xứ Wales vì quen miệng do trong lịch sử Wales từng là một xứ giống như xứ Sussex và xứ Cambridge, giống như "William, Thân vương xứ Wales" đã được hiểu như vậy. Tuy nhiên thực tế Thân vương William không đại diện cho Wales dù là về mặt biểu tượng hay pháp lý. Và vai trò của Wales hiện nay đã được nâng lên tầm Quốc gia cấu thành Vương quốc Liên hiệp Anh và Bắc Ireland, giống như ba quốc gia còn lại là Anh (England), Scotland và Bắc Ireland, nên "Xứ Wales" là cách gọi không chính xác.

## Lịch sử

### Tiền sử

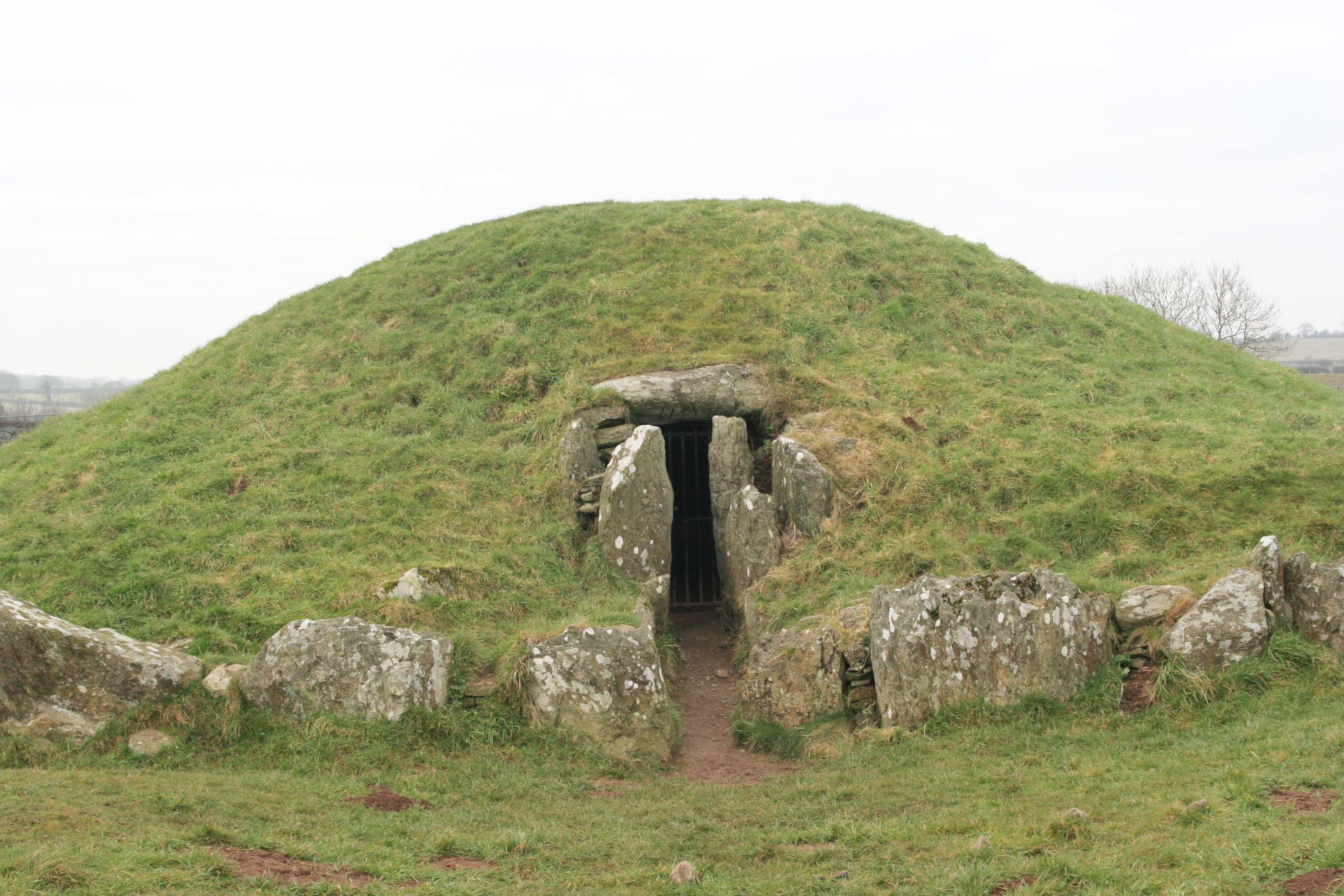
Bryn Celli Ddu là một mộ tháp thuộc thời đồ đá mới muộn trên đảo Anglesey

Wales có người hiện đại cư trú từ ít nhất là 29.000 năm trước. Con người cư trú liên tục từ khi thời kỳ băng hà cuối cùng kết thúc, khoảng 12.000 đến 10.000 năm trước, khi những người săn bắn hái lượm thuộc thời kỳ đồ đá giữa từ Trung Âu bắt đầu di cư đến đảo Anh. Khi đó, mực nước biển thấp hơn nhiều so với ngày nay, nên đảo Anh nối liền với lục địa châu Âu. Wales thoát khỏi băng hà vào khoảng 10.250 năm trước, khí hậu ấm lên khiến khu vực có cây cối rậm rạp. Mực nước biển dâng cao sau kỷ băng hà khiến Wales và Ireland tách biệt, tạo thành biển Ireland. Đến khoảng 8.000 năm trước, bán đảo Anh trở thành một đảo.
Những người định cư thời kỳ đồ đá mới tích hợp với người bản địa, dần dần chuyển đổi phương thức sinh hoạt từ lối sống du cư săn bắn hái lượm thành các nông dân định cư vào khoảng 6.000 năm trước, trong cách mạng đồ đá mới. Họ phát quang rừng để tạo đồng cỏ và đất canh tác, phát triển các kỹ thuật mới như sản xuất gốm và dệt vải, xây dựng các mộ đá như Pentre Ifan, Bryn Celli Ddu và ụ đá dài Parc Cwm từ khoảng 5.800  đến 5.500  năm trước. Giống như các cư dân khác trên đảo Anh, trải qua nhiều thế kỷ cư dân sống tại lãnh thổ nay là Wales đồng hóa các di dân và trao đổi các ý tưởng của văn hóa Celt thời kỳ đồ đồng và đồ sắt. Theo một số học giả, Wales vào thời kỳ đồ đồng muộn là bộ phận của một văn hóa mạng lưới mậu dịch hàng hải bao gồm cả các quốc gia Celt khác, Anh, Pháp, Tây Ban Nha và Bồ Đào Nha, là những nơi ngôn ngữ Celt phát triển. Quan điểm này trái ngược với quan điểm rằng các ngôn ngữ Celt có nguồn gốc xa hơn về phía đông và đi cùng văn hóa Hallstatt. Đến khi người La Mã chinh phục đảo Anh, khu vực nay là Wales đã bị phân chia giữa các bộ lạc Deceangli, Ordovices, Cornovii, Demetae và Silures trong nhiều thế kỷ.

### Thời kỳ La Mã
Người La Mã bắt đầu chinh phục Wales vào năm 48 và mất 30 năm để hoàn thành, họ cai trị Wales trong hơn 300 năm. Người La Mã cai trị Wales theo hình thức chiếm đóng quân sự, ngoại trừ khu vực duyên hải phía nam của Nam Wales, phía đông bán đảo Gower, tại đó tồn tại di sản La Mã hóa. Caerwent là đô thị duy nhất do người La Mã thành lập tại Wales, nó nằm tại miền đông nam Wales. Caerwent và Carmarthen cũng thuộc miền nam Wales trở thành các civitas của La Mã. Wales giàu tài nguyên khoáng sản, người La Mã sử dụng kỹ thuật công trình của họ để khai thác lượng lớn vàng, đồng và chì, cũng như lượng vừa phải một số kim loại khác như thiếc và bạc. Phát triển kinh tế thời La Mã tập trung tại miền đông nam của đảo Anh, và không có các ngành công nghiệp quan trọng nằm tại Wales. Mặc dù tiếng La tinh là ngôn ngữ chính thức tại Wales, song dân chúng có xu hướng tiếp tục nói tiếng Brython. Dù quá trình La Mã hóa còn xa mới hoàn thành, song tầng lớp thượng lưu tại Wales bắt đầu tự nhận là người La Mã, đặc biệt là sau khi một chiếu chỉ vào năm 212 cấp quyền công dân La Mã cho toàn bộ nam giới tự do trong đế quốc. La Mã đạt được ảnh hưởng sâu hơn thông qua truyền bá Cơ Đốc giáo, tôn giáo này thu hút nhiều tín đồ từ khi nó được phép thờ phụng tự do; ngừng bị bức hại theo chiếu chỉ của Hoàng đế Constantinus vào năm 313.
Các sử gia thời kỳ đầu, trong đó có giáo sĩ thế kỷ VI Gildas, ghi rằng 383 là một mốc quan trọng trong lịch sử Wales, do đó là năm bắt đầu một vài triều đại trung cổ. Trong năm này, Tướng quân Magnus Maximus của La Mã kiểm soát được toàn bộ binh sĩ và quan lại cao cấp tại miền tây và miền bắc đảo Anh, nhằm phát động tranh chấp quyền lực đế quốc và kết quả là thành công; ông tiếp tục cai trị đảo Anh từ Gaul trong thân phận hoàng đế. Gildas viết vào khoảng năm 540 rằng Maximus đem toàn bộ binh sĩ và quan lại rời đảo, đường hướng thực tiễn của ông là chuyển giao quyền lực địa phương cho tầng lớp thống trị địa phương. Các phả hệ sớm nhất của Wales thể hiện Maximus có vai trò là ông tổ sáng lập một vài triều đại, bao gồm triều đại các vương quốc Powys và Gwent. Việc chuyển giao quyền lực này làm tăng niềm tin rằng ông là tổ tiên của dân tộc Wales.

### Thời kỳ hậu La Mã

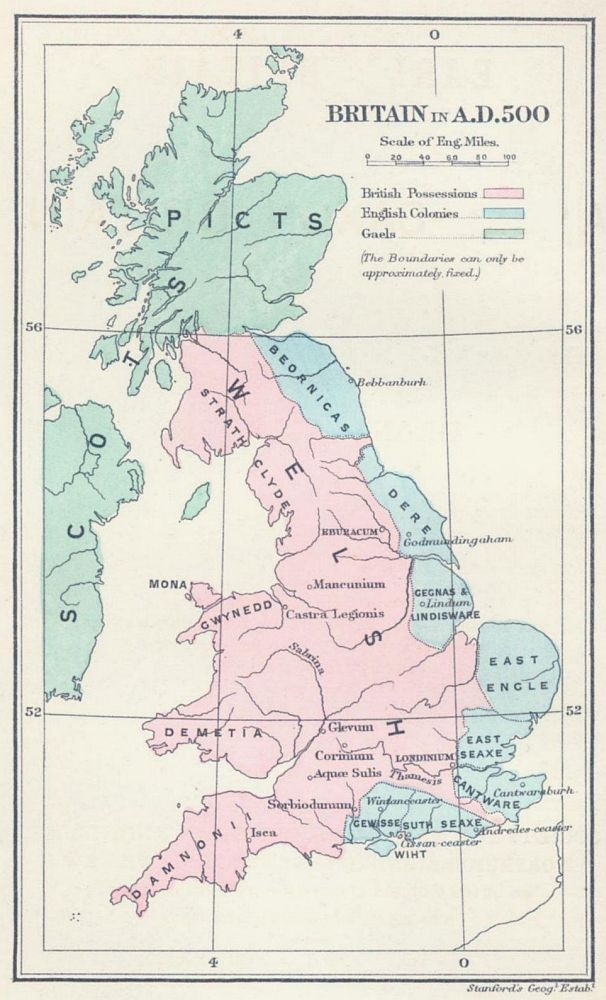
Đảo Anh vào năm 500: Khu vực tô màu hồng trên bản đồ là nơi cư trú của người Briton Celt. Khu vực màu lam ở phía đông do các bộ lạc German kiểm soát, trong khi khu vực màu lục ở phía bắc là nơi cư trú của người Gael và người Pict.

Sau khi quyền cai trị của La Mã sụp đổ là giai đoạn 400 năm khó giải thích nhất trong lịch sử Wales. Sau khi người La Mã rời khỏi đảo Anh vào năm 410, phần lớn vùng đất thấp của đảo Anh thuộc phía đông và đông nam bị nhiều dân tộc German xâm chiếm. Trước khi có các nghiên cứu quy mô rộng về phân bố phân nhóm đơn bội DNA nhiễm sắc thể Y R1b, một số người từng cho rằng người Briton bản địa bị những người xâm chiếm thay thế. Quan niệm này bị loại bỏ trước chứng cứ rằng phần lớn dân chúng có nguồn gốc thời Hallstatt, song hầu như chắc chắn là nguồn gốc đồ đá mới muộn, hoặc đồ đá giữa sớm nhất cùng một phần nhỏ từ các khu vực khởi nguồn Anglo-Saxon. Đến năm 500, vùng đất mà nay là Wales bị phân chia thành một số vương quốc nằm ngoài quyền cai trị của người Anglo-Saxon. Các vương quốc Gwynedd, Powys, Dyfed và Seisyllwg, Morgannwg và Gwent xuất hiện với vị thế là các nhà nước kế thừa độc lập của người Wales.
Powys để mất phần lớn khu vực mà nay là vùng West Midlands cho Mercia của người Anglo-Saxon vào thế kỷ VI và đầu thế kỷ VII, song họ hồi sinh vào cuối thế kỷ VII và giúp cản bước tiến của Mercia. Quốc vương Aethelbald của Mercia phòng thủ lãnh thổ mới giành được bằng cách xây dựng lũy Wat. Theo John Davies, nỗ lực này có thể được thực hiện theo thỏa thuận với Quốc vương Elisedd ap Gwylog của Powys. Tuy nhiên, thuyết khác cho rằng lũy tồn tại từ 300 năm trước đó, thế lực xây dựng có thể là những người thống trị của Wroxeter thời hậu La Mã. Quốc vương Offa của Mercia cho xây dựng một lũy lớn hơn mang tên là lũy Offa (Clawdd Offa). Davies viết về nghiên cứu của Cyril Fox rằng kế hoạch có thương nghị ở mức độ với các quốc vương của Powys và Gwent. Lũy Offa phần lớn vẫn là biên giới giữa Wales và Anh. Đến thế kỷ VIII, các biên giới phía đông với người Anglo-Saxon xác định được phần lớn.
Năm 853, người Viking tập kích đảo Anglesey, song đến năm 856 Rhodri Mawr đánh bại và giết thủ lĩnh của họ là Gorm. Người Briton tại Wales sau đó lập hòa bình với người Viking và Anarawd ap Rhodri liên minh với người Norse nhằm chiếm đóng Northumbria để chinh phục miền bắc đảo. Liên minh này sau đó tan vỡ và Anarawd đạt được một thỏa thuận với Quốc vương Alfred của Wessex, họ chiến đấu chống lại miền tây của Wales. Theo Annales Cambriae, vào năm 894, Anarawd đi cùng người Anglo tàn phá Ceredigion và Ystrad Tywi."

### Trung Cổ
Từ năm 800 trở đi, một loạt cuộc liên hôn giữa các triều đại dẫn đến việc Rhodri Mawr kế thừa Gwynedd và Powys. Các con ông lần lượt thành lập ba triều đại lớn (Aberffraw của Gwynedd, Dinefwr của Deheubarth và Mathrafal của Powys). Cháu nội của Rhodri là Hywel Dda (trị vì 900–50) hình thành Deheubarth từ các vương quốc Dyfed và Seisyllwg kế thừa từ bên ngoại và bên nội vào năm 930, rồi lật đổ triều đại Aberffraw khỏi Gwynedd và Powys và soạn thảo luật Wales trong thập niên 940. Maredudd ab Owain (trị vì 986–99) của Deheubarth (cháu nội của Hywel) cũng lật đổ tạm thời dòng Aberffraw khỏi quyền kiểm soát Gwynedd và Powys.
Chắt ngoại của Maredudd là Gruffydd ap Llywelyn (trị vì 1039–63) chinh phục lãnh địa của họ hàng từ căn cứ tại Powys, và thậm chí còn bành trướng quyền thế sang Anh. Sử gia John Davies cho rằng Gruffydd là quốc vương người Wales duy nhất cai trị toàn bộ lãnh thổ Wales trong giai đoạn 1057-1063. Owain Gwynedd (1100–70) thuộc dòng Aberffraw là quân chủ người Wales đầu tiên sử dụng hiệu là princeps Wallensium (thân vương của người Wales).

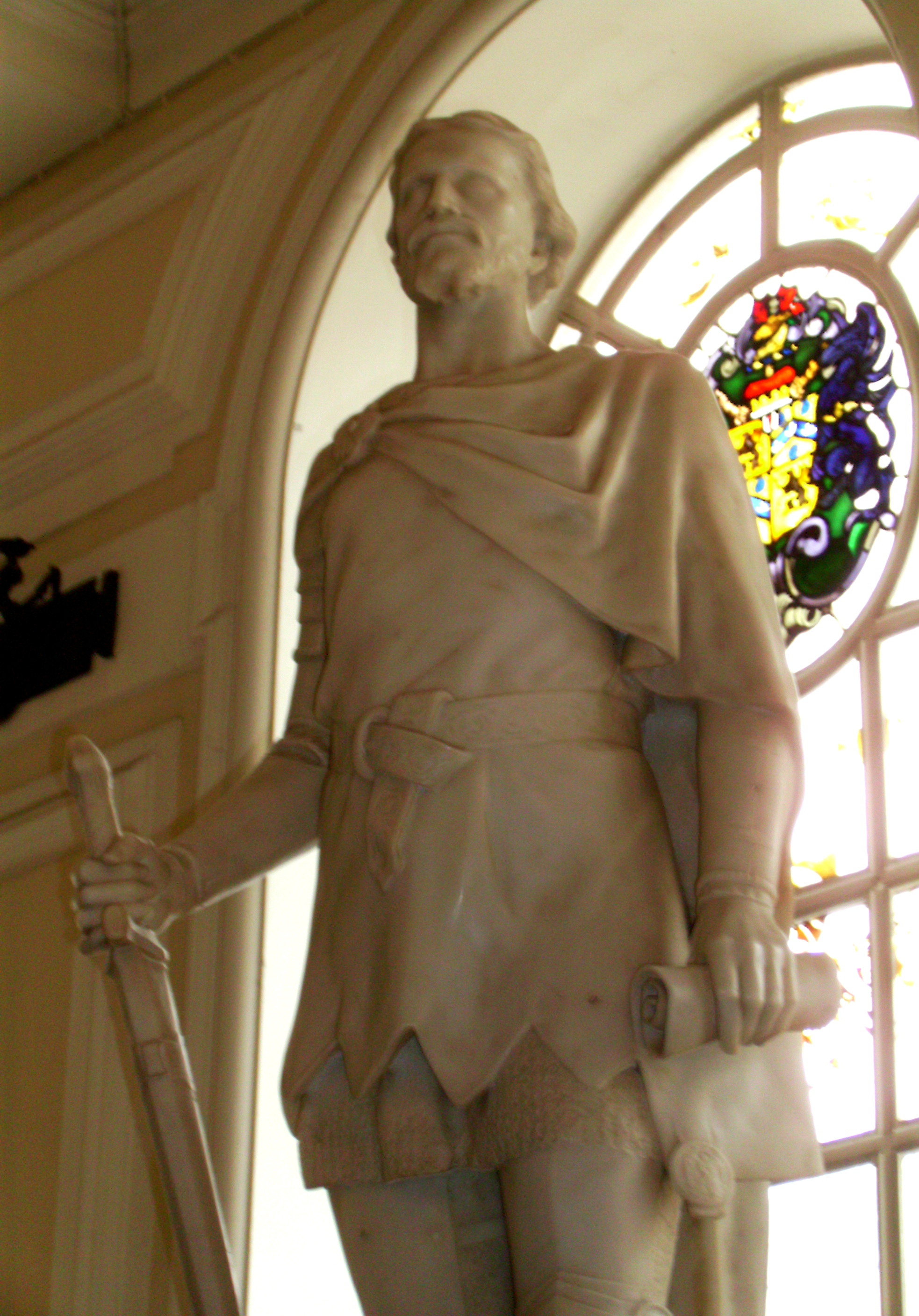
Tượng của Owain Glyndŵr (k. 1354 hay 1359 – k. 1416) tại Tòa thị chính Cardiff.

Trong vòng bốn năm sau trận Hastings năm 1066, người Norman hoàn toàn chinh phục Anh. William I của Anh lập ra hàng loạt lãnh địa quý tộc, phân bổ các chiến binh mạnh nhất của mình dọc biên giới với Wales. Khu vực biên giới này và các lãnh địa quý tộc do người Anh nắm giữ tại Wales được gọi là Marchia Wallie (biên thùy Wales), tại đó các lãnh chúa biên thùy không phải tuân theo pháp luật Anh cũng như Wales. Khu vực biên thùy biến đổi theo vận mệnh hưng suy của các lãnh chúa biên thùy và thân vương Wales. Biên thùy Wales bị bãi bỏ theo Đạo luật Liên hiệp vào năm 1536.
Cháu nội của Owain Gwynedd là Llywelyn Fawr (1173–1240) giành được nhượng bộ thông qua Magna Carta vào năm 1215 và nhận được cam kết trung thành từ các lãnh chúa người Wales khác vào năm 1216 trong hội đồng tại Aberdyfi, trở thành Thân vương Wales đầu tiên. Cháu nội của ông là Llywelyn ap Gruffudd cũng được công nhận tước hiệu Thân vương Wales từ Henry III của Anh theo Hiệp định Montgomery vào năm 1267. Tuy nhiên, sau đó có một loạt tranh chấp, cực điểm là cuộc xâm chiếm lần đầu của Quốc vương Edward I của Anh. Do thất bại về quân sự, Llywelyn cam kết trung thành với Anh vào năm 1277. Edward I lại tiến hành chinh phục Wales vào năm 1282, kết quả là quyền cai trị của các thân vương Wales kết thúc vĩnh viễn. Do Llywelyn mất còn em trai là Thân vương Dafydd bị hành quyết, vài lãnh chúa người Wales còn lại thần phục Edward I. Thủ cấp của Llywelyn bị đưa đến Luân Đôn, con gái ông là Gwenllian bị nhốt trong tu viện đến chết.

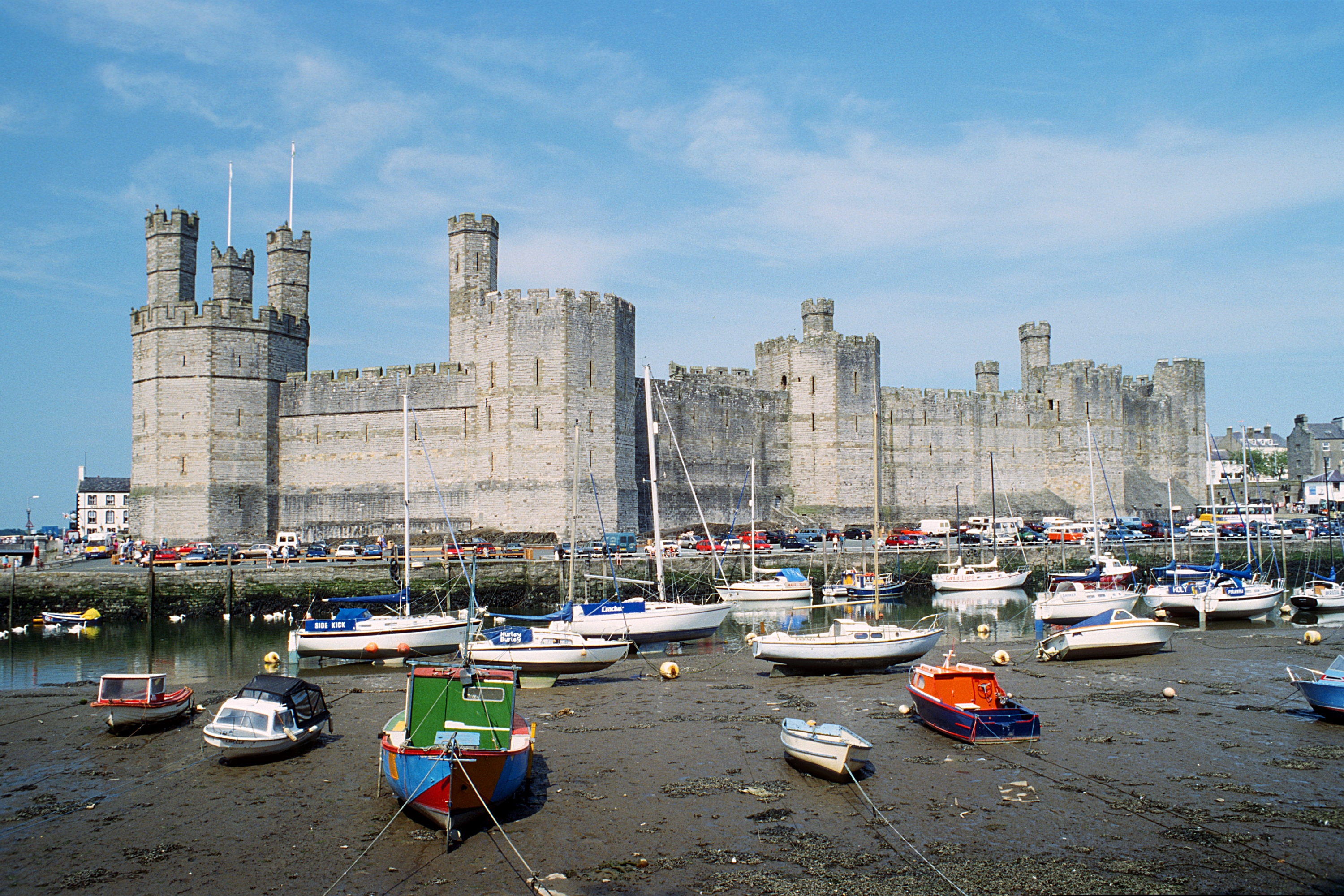
Lâu đài Caernarfon là nơi sinh của Quốc vương Edward II của Anh

Nhằm giúp duy trì quyền thống trị, Edward I cho xây dựng một loạt thành lớn bằng đá: Beaumaris, Caernarfon và Conwy. Con trai ông là Quốc vương Edward II tương lai được sinh tại thành Caernarfon vào năm 1284. Edward II là người Anh đầu tiên giữ tước Thân vương Wales. Tước hiệu cũng đi kèm với lợi tức từ phần tây bắc của Wales mang tên Thân vương quốc Wales, và sau Đạo luật Liên hiệp năm 1536 thì thuật ngữ "thân vương quốc" khi được sử dụng sẽ có nghĩa là toàn bộ Wales. Madog ap Llywelyn tiến hành khởi nghĩa vào năm 1294–95 song thất bại, cuộc khởi nghĩa lớn tiếp theo là của Owain Glyndŵr vào năm 1400–1415 nhằm chống lại Henry IV của Anh. Năm 1404, Owain được cho là đăng cơ làm Thân vương Wales với sự hiện diện của các sứ giả của Pháp, Tây Ban Nha và Scotland. Cuộc khởi nghĩa thất bại, và hòa bình được khôi phục về cơ bản tại Wales vào năm 1415. Dù Quy chế Rhuddlan vào năm 1284 tạo cơ sở hiến pháp cho chính phủ hậu chinh phục của thân vương quốc tại miền bắc của Wales từ năm 1284 cho đến năm 1536, song đến năm 1536 thì Wales và Anh mới chính thức liên hiệp. Ngay sau đó, luật Wales bị luật Anh thay thế hoàn toàn, theo một quá trình được gọi là Đạo luật Liên hiệp.

### Thời kỳ công nghiệp

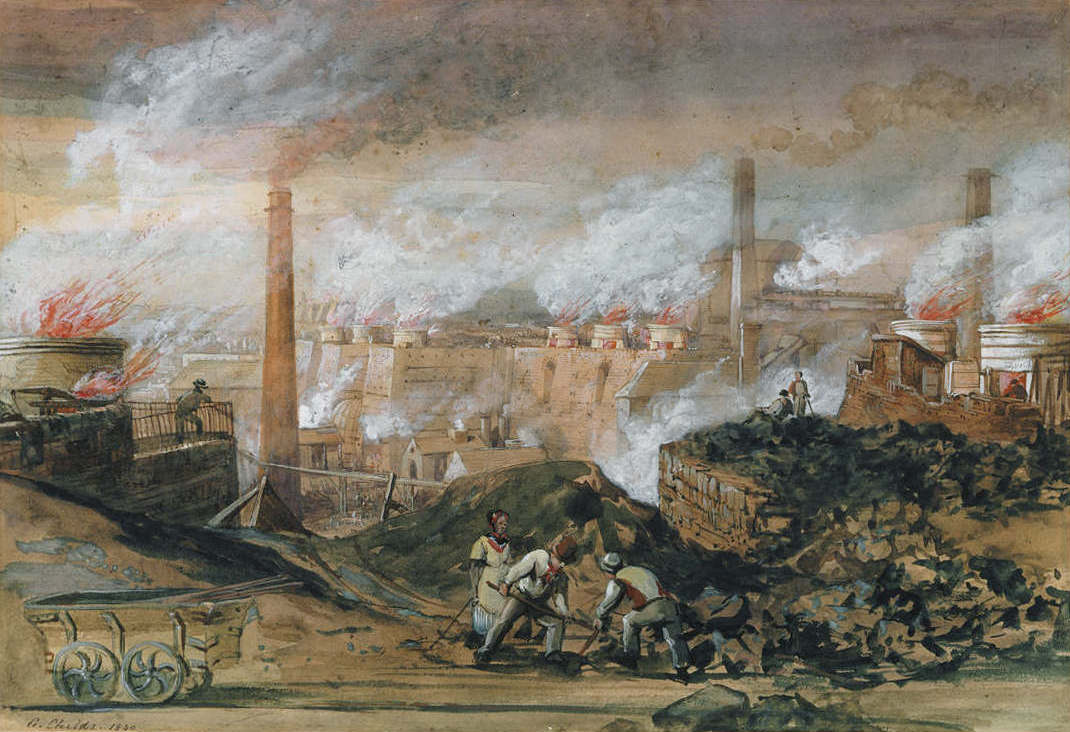
Dowlais Ironworks (1840) của George Childs (1798–1875)

Trước cách mạng công nghiệp tại Anh Quốc (cuối thế kỷ XVIII đến đầu thế kỷ XIX), tại Wales có dấu hiệu của công nghiệp quy mô nhỏ nằm rải rác. Chúng bao gồm các ngành công nghiệp liên quan đến nông nghiệp như xay xát hoặc dệt len, cho đến khai mỏ và khai thác đá. Đến trước cách mạng công nghiệp, Wales luôn dựa vào nông sản để tạo ra của cải và việc làm, và các ngành kinh doanh công nghiệp lúc ban đầu có quy mô nhỏ và mang tính địa phương. Giai đoạn công nghiệp bắt đầu đầu xung quanh việc phát triển luyện đồng tại khu vực Swansea. Do được tiếp cận tài nguyên than đá địa phương, cùng một hải cảng giúp có thể tận dụng các mỏ đồng của Cornwall, cũng như khai thác tài nguyên đồng từ mỏ đồng lớn nhất thế giới khi đó tại núi Parys trên đảo Anglesey, nên Swansea phát triển thành một trung tâm lớn của thế giới về luyện kim màu trong thế kỷ XIX. Ngành công nghiệp kim loại thứ nhì phát triển tại Wales là luyện sắt, và chế tạo sắt trở nên phổ biến tại cả miền bắc và miền nam. Trong thập niên 1820, chỉ riêng miền nam Wales chiếm tới 40% số gang thỏi sản xuất tại Anh Quốc.
Đến cuối thế kỷ XVIII, khai thác đá bảng bắt đầu phát triển nhanh chóng, đáng chú ý nhất là tại miền bắc Wales. Mỏ đá Penrhyn mở cửa vào năm 1770, và nó sử dụng 15.000 người vào cuối thế kỷ XIX, nó cùng với mỏ đá Dinorwic chi phối ngành đá bảng của Wales. Mặc dù khai thác đá bảng được mô tả là ngành công nghiệp Wales có tính Wales nhất, song khai thác than trở thành ngành công nghiệp duy nhất đồng nghĩa với Wales và người Wales. Ban đầu, các vỉa than được khai thác để cung cấp năng lượng cho ngành kim loại địa phương, tuy nhiên đến khi mở các hệ thống kênh và sau đó là mở đường sắt thì ngành khai thác than của Wales chứng kiến bùng nổ về nhu cầu. Vùng mỏ than Nam Wales chủ yếu nằm tại các thung lũng thượng du quanh Aberdare và sau này là Rhondda, khi vùng mỏ được khai thác thì các cảng Swansea, Cardiff và sau này là Penarth phát triển thành những nơi xuất khẩu than đá ra thế giới, đi cùng với đó là bùng nổ dân số. Đến khi đạt đỉnh vào năm 1913, Wales sản xuất gần 61 triệu tấn than đá. Miền bắc Wales cũng có một vùng than đáng kể tại phía đông bắc, đặc biệt là quanh Wrexham. Do Wales dựa vào sản xuất hàng hóa tư bản hơn là hàng tiêu dùng, họ có một vài thợ thủ công và nghệ nhân lành nghề trong các xưởng tại Birmingham hay Sheffield tại Anh và có một vài nhà máy sản xuất thành phẩm - một đặc điểm quan trọng của hầu hết các khu vực có liên quan đến cách mạng công nghiệp. Tuy nhiên, ngày càng có nhiều ủng hộ rằng cách mạng công nghiệp dựa vào khai thác năng lượng và nguyên liệu do Wales cung cấp, theo hướng đó thì Wales có tầm quan trọng chính yếu.

### Thời kỳ hiện đại
Sử gia Kenneth Morgan mô tả Wales vào trước chiến tranh thế giới thứ nhất là "một quốc gia tương đối yên tĩnh, tự tin và thành công". Sản lượng từ các vùng mỏ than tiếp tục tăng lên, thung lũng Rhondda ghi nhận đỉnh cao là 9,6 triệu tấn than khai thác vào năm 1913. Khi đại chiến bùng phát, Wales tham chiến với tư cách là bộ phận của Anh Quốc. Tổng cộng có 272.924 người Wales phục vụ trong chiến tranh, chiếm 21,5% số lượng nam giới. Trong số đó, khoảng 35.000 người thiệt mạng. Hai trận đánh nổi tiếng nhất mà lực lượng Wales tham gia là tại Somme thuộc Pháp và tại Passchendaele thuộc Bỉ.
Một phần tư đầu của thế kỷ XX cũng chứng kiến một bước chuyển đổi về hoàn cảnh chính trị của Wales. Từ năm 1865, Đảng Tự do giữ thế đa số trong số đại biểu của Wales tại nghị viện, song sau tổng tuyển cử năm 1906 chỉ có một thành viên Tự do là đại biểu của Wales trong nghị viện tại Westminster. Bất đồng về công nghiệp và đấu tranh chính trị bắt đầu làm xói mòn đồng thuận của Đảng Tự do tại các vùng mỏ than miền nam. Năm 1916, David Lloyd George trở thành người dân tộc Wales đầu tiên trở thành thủ tướng của Anh Quốc, ông đứng đầu một chính phủ liên minh. Trong tháng 12 năm 1918, Lloyd George tái cử làm người đứng đầu một chính phủ liên minh do Đảng Bảo thủ chi phối, và cách xử lý yếu kém của ông trong cuộc đình công của thợ mỏ than vào năm 1919 là một yếu tố quan trọng khiến sự ủng hộ cho Đảng Tự do tại miền nam Wales bị tiêu tan. Các công nhân tại Wales bắt đầu chuyển hướng sang một tổ chức chính trị mới đảm bảo đại diện cho tầng lớp lao động, tổ chức này hiện nay mang tên là Công đảng. Đến năm 1922, một nửa số ghế của Wales trong Quốc hội Anh thuộc về các chính trị gia Công đảng, khởi đầu thế bá chủ của Công đảng tại Wales và kéo dài sang thế kỷ XXI.
Sau giai đoạn tăng trưởng vào hai thập niên đầu của thế kỷ XX, các ngành công nghiệp chủ lực của Wales phải chịu khủng hoảng kéo dài từ đầu thập niên 1920 cho đến cuối thập niên 1930, dẫn đến thất nghiệp và nghèo khó lan rộng tại các thung lũng miền nam Wales. Lần đầu tiên trong nhiều thế kỷ, dân số Wales suy giảm, nạn thất nghiệp chỉ dịu đi khi có nhu cầu sản xuất từ chiến tranh thế giới thứ hai. Trong đại chiến này, người Wales chiến đầu trên toàn bộ các mặt trận chính, và có khoảng 15.000 người thiệt mạng. Không quân Đức oanh tạc gây thiệt hại lớn về nhân mạng khi họ nhắm mục tiêu là các bến tàu tại Swansea, Cardiff và Pembroke. Sau năm 1943, 10% lính nghĩa vụ tuổi 18 tại Wales được đưa đến làm việc trong các mỏ than do thiếu lao động; họ được gọi là Bevin Boys. Số lượng người theo chủ nghĩa hòa bình trong hai thế chiến là khá thấp, đặc biệt là thế chiến lần hai do được nhìn nhận là chiến đấu chống phát xít. Trong số các chính đảng hoạt động tại Wales, chỉ có Plaid Cymru giữ lập trường trung lập với lý do rằng đó là một cuộc "chiến tranh đế quốc".
Tình cảm dân tộc Wales được phục hưng trong thế kỷ XX. Plaid Cymru được thành lập vào năm 1925, họ tìm kiếm quyền tự trị lớn hơn hoặc độc lập từ Anh Quốc. Thuật ngữ "Anh và Wales" trở nên thông dụng để miêu tả khu vực áp dụng luật Anh, và đến năm 1955 thì Cardiff được tuyên bố là thành phố thủ đô của Wales. Cymdeithas yr Iaith Gymraeg (Hội Ngôn ngữ Wales) được thành lập vào năm 1962 nhằm phản ứng trước các lo ngại từ lâu rằng ngôn ngữ bản địa có thể biến mất nhanh chóng. Tình cảm dân tộc chủ nghĩa tăng lên sau khi thung lũng Tryweryn bị cho ngập vào năm 1965 để tạo một hồ chứa cung cấp nước cho thành phố Liverpool của Anh. Mặc dù 35 trong số 36 nghị sĩ của Wales bỏ phiếu chống dự luật, song Quốc hội vẫn thông qua dự luật và làng Capel Celyn bị ngập, nêu bật sự bất lực của Wales trong các công việc của mình trước số lượng áp đảo các nghị viên của Anh trong Quốc hội. Quân đội Wales Tự do và Mudiad Amddiffyn Cymru (Phong trào Phòng thủ Wales, viết tắt là MAC) được thành lập sau sự kiện này và họ tiến hành các chiến dịch từ năm 1963. Trong những năm trước khi Hoàng tử Charles được phong làm Thân vương Wales vào năm 1969, các nhóm này chịu trách nhiệm cho một số vụ đánh bom, phá hoại đường ống nước, cơ quan thuế và các văn phòng khác và một phần đập tại dự án hồ chứa Clywedog tại Montgomeryshire nhằm cung cấp nước cho khu vực Midlands của Anh. Trong bầu cử bổ sung năm 1966, Plaid Cymru lần đầu có ghế trong Quốc hội Anh Quốc. Đến năm sau, Đạo luật Wales và Berwick 1746 bị bãi bỏ, và định nghĩa pháp lý về Wales cùng biên giới Wales-Anh được công bố.
Đến cuối thập niên 1960, chính sách khu vực về việc đưa doanh nghiệp đến các khu vực thiệt thòi của Wales thông qua khích lệ tài chính chứng tỏ rất thành công trong đa dạng hóa kinh tế công nghiệp. Chính sách này bắt đầu vào năm 1934, được tăng cường bằng việc xây dựng các khu công nghiệp và cải thiện giao thông liên lạc, đáng chú ý nhất là xa lộ M4 liên kết miền nam Wales thẳng tới Luân Đôn. Nó được cho là nền tảng của tăng trưởng kinh tế ổn định tại Wales trong giai đoạn này; song quan điểm này tỏ ra lạc quan quá mức sau suy thoái đầu thập niên 1980 khi phần lớn cơ sở sản xuất được xây dựng trong 40 năm trước đó bị suy sụp.
Trong cuộc trưng cầu dân ý năm 1979, đa số lớn cử tri Wales không tán thành lập một hội nghị lập pháp cho Wales. Tuy nhiên, trong cuộc trưng cầu dân ý năm 1997, vấn đề này được tán thành song với chênh lệch mỏng manh. Quốc hội Wales được thành lập vào năm 1999, có quyền lực được xác định cách thức chi tiêu và quản lý ngân sách chính phủ trung ương phân cho Wales, song Quốc hội Anh Quốc duy trì quyền áp đặt hạn chế đối với quyền lực của Quốc hội Wales.

## Chính phủ và chính trị

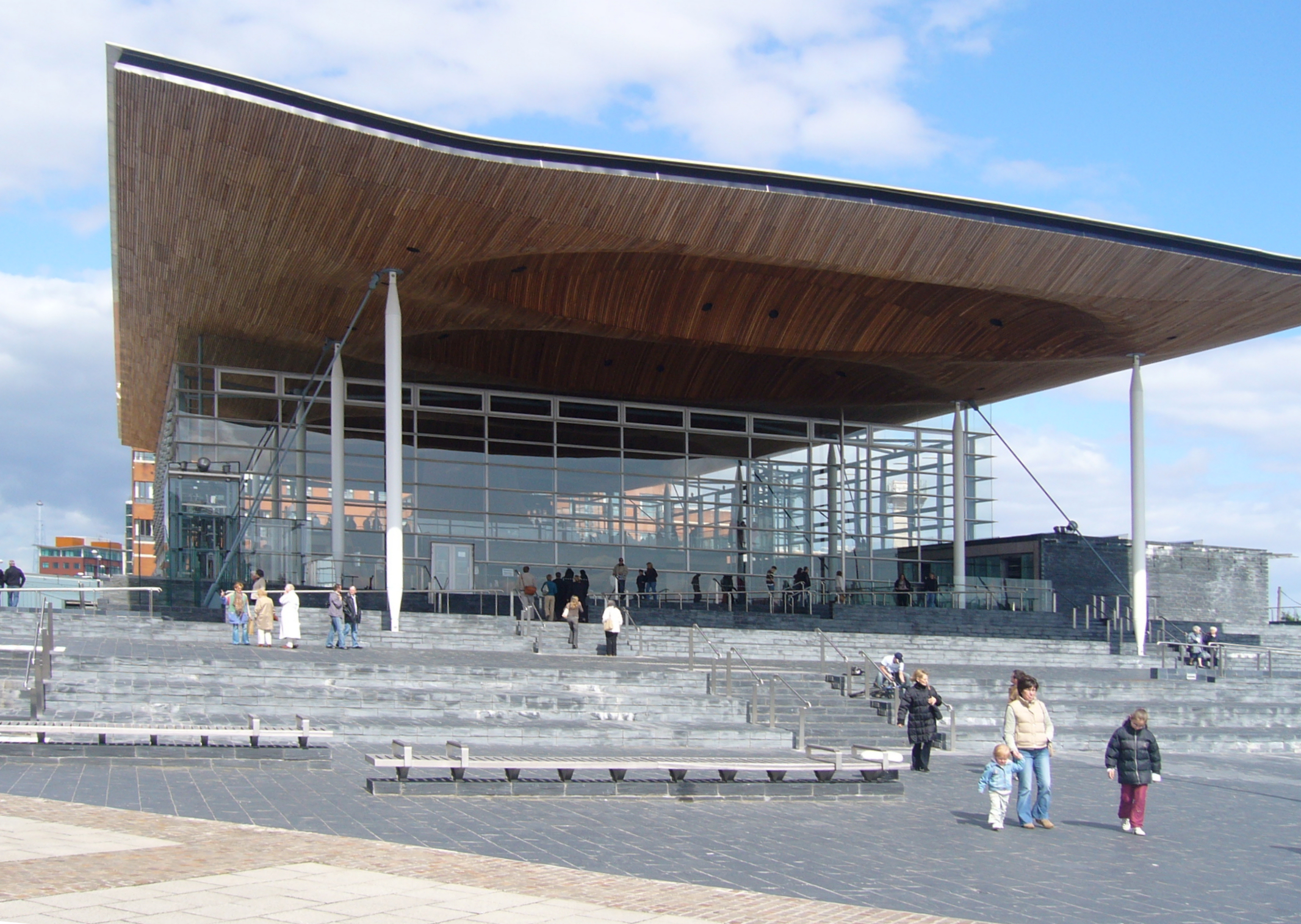
Senedd là tòa nhà Quốc hội Wales, được khánh thành vào ngày 1 tháng 3 năm 2006

Wales là một quốc gia thuộc Vương quốc Liên hiệp Anh và Bắc Ireland. Theo hiến pháp, Anh Quốc là một quốc gia nhất thể theo pháp định, có nghị viện và chính phủ tại Westminster. Trong Hạ nghị viện Anh Quốc, có 40 nghị viên đại diện cho Wales trong tổng số 650 đại biểu. Có một vị bộ trưởng về Wales trong nội các của Anh Quốc và chịu trách nhiệm đại diện cho các vấn đề gắn liền với Wales. Bộ Wales là một bộ trong chính phủ Anh Quốc, chịu trách nhiệm về Wales. Alun Cairns là bộ trưởng kể từ tháng 3 năm 2016.
Wales và Scotland tổ chức trưng cầu dân ý vào năm 1997 để lựa chọn thiết lập một hình thức tự quản. Tại Wales, quá trình phân quyền sau đó được bắt đầu bằng Đạo luật Chính phủ Wales 1998, lập ra Quốc hội Wales (National Assembly for Wales). Quyền lực của Bộ trưởng Wales được chuyển giao cho chính phủ phân quyền vào ngày 1 tháng 7 năm 1999, trao cho Quốc hội quyền quyết định cách chi tiêu và quản lý ngân sách chính phủ Anh Quốc trao cho Wales trong các lĩnh vực được phân quyền. Đạo luật Chính phủ Wales năm 2006 sửa đổi đạo luật năm 1998, nâng cao quyền lực của Quốc hội Wales, trao cho họ quyền lực lập pháp tương tự như của Nghị viện Scotland và Nghị hội Bắc Ireland. Quốc hội Wales có 60 thành viên, được bầu ra với nhiệm kỳ 4 năm theo hệ thống đại diện tỷ lệ thành viên hỗn hợp. 40 nghị viên đại diện cho các khu vực bầu cử theo hệ thống đa số giản đơn. 20 nghị viên còn lại đại diện cho năm vùng bầu cử, mỗi vùng bầu cử có từ bảy đến chín khu vực bầu cử, sử dụng phương pháp D'Hondt của đại diện tỷ lệ. Quốc hội bầu ra một bộ trưởng thứ nhất (thủ hiến), người này lựa chọn các bộ trưởng để thành lập Chính phủ Wales.
Công đảng duy trì vị thế là đảng lớn nhất trong Quốc hội Wales sau bầu cử năm 2007, thắng 26 trong số 60 ghế. Phân nhánh Wales của Công đảng tiếp tục là đảng lớn nhất trong Quốc hội Wales sau bầu cử năm 2011, giành 30 trong số 60 ghế. Sau bầu cử năm 2016, Công đảng vẫn là đảng lớn nhất với 29 nghị sĩ. Khi bầu cử bộ trưởng thứ nhất, kết quả ban đầu là cùng số phiếu giữa nhân vật đương nhiệm Carwyn Jones (Công đảng) và Leanne Wood (Plaid Cymru). Sau thảo luận giữa các đảng, Carwyn Jones tái đắc cử.
Trong số 20 lĩnh vực được phân quyền trách nhiệm cho Chính phủ Wales, có nông nghiệp, phát triển kinh tế, giáo dục, y tế, nhà ở, chính quyền địa phương, dịch vụ xã hội, du lịch, giao thông và ngôn ngữ Wales. Khi được thành lập vào năm 1999, Quốc hội Wales không có quyền lực lập pháp căn bản. Tuy nhiên, sau khi Đạo luật Chính phủ Wales 2006 có hiệu lực vào năm 2007, Quốc hội có quyền thông qua lập pháp căn bản về một số vấn đề cụ thể trong lĩnh vực được phân quyền trách nhiệm. Đạo luật năm 2006 cho phép Quốc hội Wales có quyền lực lập pháp căn bản trên phạm vi sự vụ rộng hơn trong khuôn khổ các lĩnh vực được phân quyền, với điều kiện được tán thành trong trưng cầu dân ý. Một cuộc trưng cầu dân ý về mở rộng quyền lực lập pháp của Quốc hội Wales được tổ chức vào năm 2011, sau đó Quốc hội Wales được trao quyền lập pháp trên toàn bộ các vấn đề trong các lĩnh vực được phân quyền.
Luật Anh là hệ thống pháp lý của Wales và Anh từ năm 1536, và tiếp tục cho đến nay, song có một bộ luật Wales đương đại ngày càng lớn kể từ khi phân quyền cho Wales vào năm 1999. Luật Anh là một hệ thống thông luật, không có pháp luật được hệ thống hóa ở mức độ lớn, và các tiền lệ pháp lý có tính ràng buộc. Đứng đầu trong hệ thống tòa án là Tòa án Tối cao Anh Quốc, là cấp cao nhất về phúc thẩm trong các vụ án hình sự và dân sự. Các tòa án cấp cao của Anh và Wales là tòa sơ thẩm cao nhất và cũng là một tòa phúc thẩm. Ba đơn vị của nó là Tòa án Phúc thẩm, Tòa án Tư pháp cấp cao, và Tòa án Hoàng gia. Các vụ án nhỏ do tòa án thẩm phán hoặc tòa án hạt phân xử. Từ năm 2007, Wales trở thành một đơn vị tư pháp riêng biệt, song vẫn là bộ phận của khu vực quyền hạn Anh và Wales. Wales có bốn lực lượng cảnh sát khu vực là Dyfed-Powys, Gwent, North Wales và South Wales. Wales có bốn nhà tù, đều nằm tại nửa phía nam. Wales không có nhà tù nữ; nữ tù nhân bị giam tại Anh.
Wales là một khu bầu cử riêng biệt của Anh Quốc trong Nghị viện châu Âu, họ được phân bốn ghế đại biểu. Quốc hội Wales cử các phái viên riêng đến Hoa Kỳ, chủ yếu nhằm xúc tiến lợi ích kinh doanh cụ thể của Wales. Văn phòng chính của Chính phủ Wales tại Hoa Kỳ đặt tại Đại sứ quán Anh Quốc, có các chi nhánh tại New York, Chicago, San Francisco và Atlanta.

### Hành chính
Nhằm mục đích quản lý địa phương, Wales được chia thành 22 khu vực hội đồng kể từ năm 1996. Các "khu vực chính" này chịu trách nhiệm về cung cấp tất cả các dịch vụ chính quyền địa phương, bao gồm giáo dục, công tác xã hội, môi trường và đường sá.
| | - Blaenau Gwent † - Bridgend (Pen-y-bont ar Ogwr) † - Caerphilly (Caerffili) † - Cardiff (Caerdydd) * - Carmarthenshire (Sir Gaerfyrddin) - Ceredigion - Conwy † - Denbighshire (Sir Ddinbych) - Flintshire (Sir y Fflint) - Gwynedd - Isle of Anglesey (Ynys Môn) - Merthyr Tydfil (Merthyr Tudful) † - Monmouthshire (Sir Fynwy) - Neath Port Talbot (Castell-nedd Port Talbot) † - Newport (Casnewydd) † - Pembrokeshire (Sir Benfro) - Powys - Rhondda Cynon Taf † - Swansea (Abertawe) * - Torfaen (Tor-faen) † - Vale of Glamorgan (Bro Morgannwg) † - Wrexham (Wrecsam) † |
| Các khu vực là hạt, trừ khi đánh dấu * (thành phố) hoặc † (thị xã). Tên tiếng Wales được ghi kèm khi nó khác so với tên tiếng Anh. | |

Ghi chú: Wales có sáu thành phố. Ngoài Cardiff, Newport và Swansea, các cộng đồng Bangor, St Asaph và St Davids cũng có vị thế thành phố tại Anh Quốc.

## Địa lý

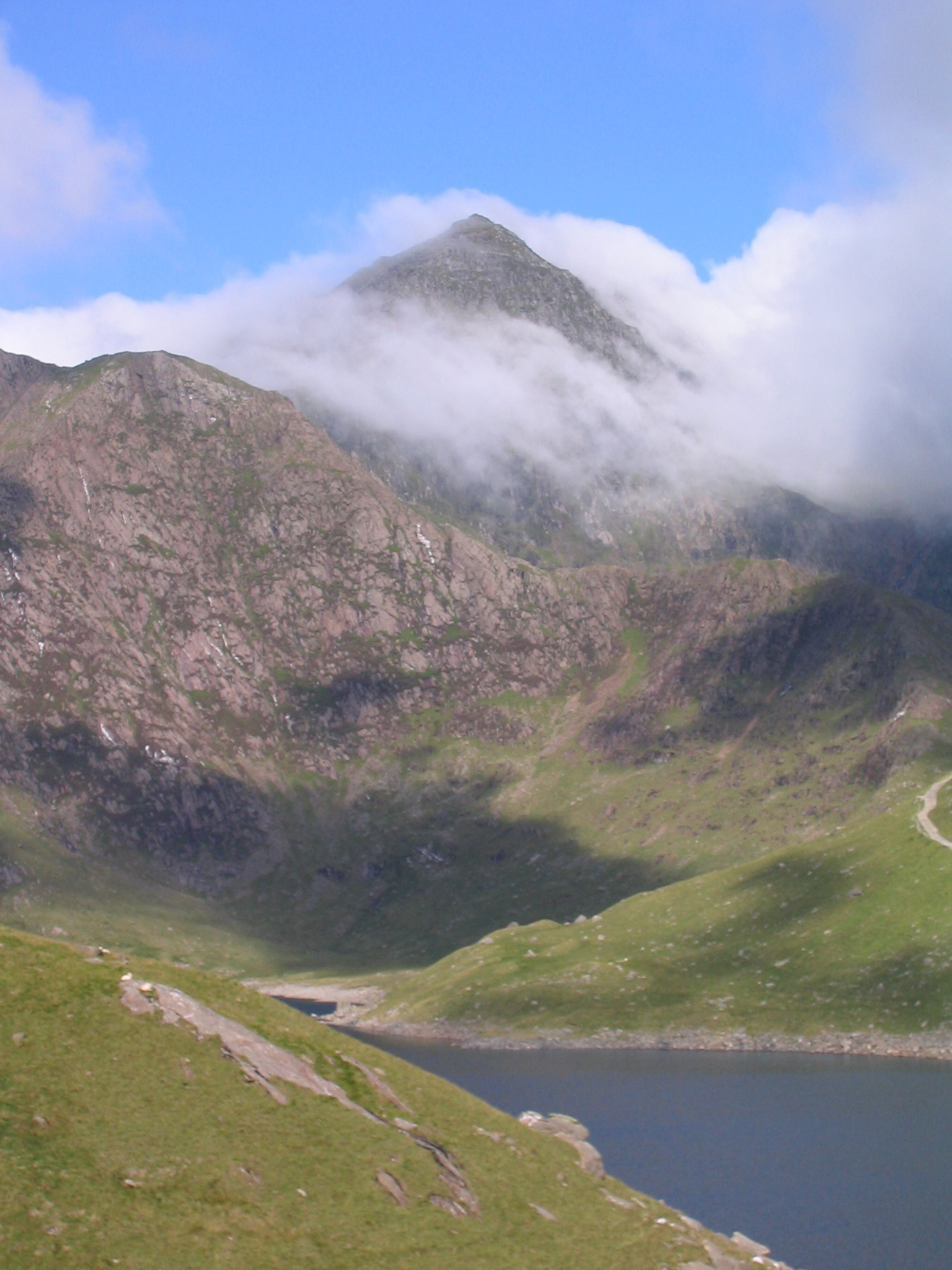
Snowdon tại Gwynedd là núi cao nhất của Wales

Wales nhìn chung là một quốc gia nhiều núi, nằm về bên tây của trung nam đảo Anh. Wales có chiều dài bắc-nam là 270 km và chiều dài đông-tây là 97 km. Diện tích Wales thường được ghi là khoảng 20.779 km². Wales giáp với Anh về phía đông, các mặt còn lại đều giáp với biển: biển Ireland về phía bắc và tây, eo biển St George và biển Celtic về phía tây nam và eo biển Bristol về phía nam. Wales có khoảng 2.700 km đường bờ biển (dọc theo mức triều cao trung bình), tính cả phần đại lục và các đảo. Có trên 50 đảo nằm ngoài khơi đại lục Wales, lớn nhất trong đó là Anglesey.
Phần lớn cảnh quan của Wales là núi, đặc biệt là tại miền bắc và miền trung. Các dãy núi tạo thành từ thời kỷ băng hà cuối cùng. Các núi cao nhất tại Wales thuộc vùng Snowdonia (Eryri), trong đó có 5 núi cao trên 1.000 m. Đỉnh núi cao nhất là Snowdon (Yr Wyddfa) với 1.085 m. 14-15 núi tại Wales có độ cao trên 3.000 foot (910 mét) được gọi chung là "Welsh 3000s" và nằm trong một khu vực nhỏ tại phía tây bắc. Đỉnh cao nhất ngoài khu vực này là Aran Fawddwy với 905 mét (2.969 foot), nằm tại phía nam của Snowdonia. Brecon Beacons nằm tại miền nam (đỉnh cao nhất là Pen y Fan với 886 m), và liền với dãy Cambrian tại Trung Wales. Đỉnh cao nhất của dãy Cambrian là Pumlumon với 752 m.
Wales có ba vườn quốc gia: Snowdonia, Brecon Beacons và Pembrokeshire Coast. Nơi đây có 5 khu cảnh đẹp tự nhiên nổi bật (AONB): Anglesey, dãy Clwydian và thung lũng Dee, bán đảo Gower, bán đảo Llŷn, và thung lũng Wye. Bán đảo Gower là khu vực đầu tiên tại Anh Quốc được xác định là một AONB, vào năm 1956. 42% đường bờ biển phía nam và phía tây của Wales được xác định là bờ biển di sản, có 13 dải bờ biển được xác định cụ thể. Mặc dù có các bãi biển di sản và được đánh giá cao; bờ biển phía nam và phía tây của Wales, cùng với bờ biển Ireland và Cornwall, thường xuyên bị tổn hại do gió tây Đại Tây Dương/gió tây nam, chúng cũng đã làm chìm và đắm nhiều tàu thuyền. Đêm ngày 25 tháng 10 năm 1859, có trên 110 tàu bị phá hủy ngoài khơi Wales khi một cơn bão thổi đến từ Đại Tây Dương. Tai họa lớn nhất là sự kiện chìm tàu Royal Charter ngoài khơi đảo Anglesey vào năm 1859 khiến 459 người chết. Số lượng tàu đắm quanh bờ biển Wales đạt đỉnh vào thế kỷ XIX khi trung bình mỗi năm tổn thất trên 100 tàu và khoảng 78 thủy thủ.
Bảy kỳ quan của Wales (Seven Wonders of Wales) là một danh sách dưới dạng bài vè về bảy địa danh địa lý và văn hóa tại Wales, có lẽ được sáng tác vào cuối thế kỷ XVIII dưới ảnh hưởng của du lịch từ Anh. Toàn bộ các "kỳ quan" đều nằm tại miền bắc của Wales: Snowdon (đỉnh cao nhất), chuông Gresford (trong nhà thờ Các Thánh từ thời Trung Cổ), cầu Llangollen (xây năm 1347 qua sông Dee), giếng St Winefride (một điểm hành hương) tại Holywell, Flintshire, tháp chuông Wrexham (từ thế kỷ XVI, tại Nhà thờ St Giles, Wrexham), các cây thủy tùng Overton (có từ thời cổ đại, tại khuôn viên Nhà thờ St. Mary thuộc Overton-on-Dee) và Pistyll Rhaeadr – một thác nước có độ cao 73 m.

### Khí hậu
Wales nằm trong vùng ôn đới bắc; có khí hậu đại dương, hay thay đổi, và là một trong những quốc gia mưa nhiều nhất tại châu Âu. Thời tiết Wales thường có nhiều mây, mưa và gió, với mùa hè ấm và mùa đông dịu. Do Wales có vĩ độ cao tại Bắc bán cầu, thời gian ban ngày dài vào mùa hè và ngắn vào mùa đông. Aberystwyth nằm giữa bờ biển phía tây và có gần 17 tiếng ban ngày vào hạ chí. Thời gian ban ngày vào giữa đông chỉ hơn bảy tiếng rưỡi. Wales có biến thiên rộng về địa lý, gây ra khác biệt địa phương về ánh nắng, mưa và nhiệt độ. Nhiệt độ trung bình năm tại duyên hải đạt đến 10,5 °C, các khu vực nội lục ở mức kém hơn 1 °C. Nhiệt độ mát hơn theo độ cao, nhiệt độ trung bình năm giảm trung bình khoảng 0,5 °C mỗi 100 m. Do đó, phần cao của vùng Snowdonia có nhiệt độ trung bình năm là 5 °C. Nhiệt độ tại Wales vẫn cao hơn so với những nơi khác cùng vĩ độ, nguyên nhân là do dòng Bắc Đại Tây Dương thuộc hải lưu Gulf Stream. Dòng chảy đại dương mang nước ấm đến những nơi có vĩ độ cao ở phía bắc, nó có tác động tương tự lên hầu hết phần tây-bắc châu Âu. Ngoài tác động đến các khu vực duyên hải của Wales, không khí được làm ấm từ Gulf Stream còn thổi sâu hơn vào nội lục.

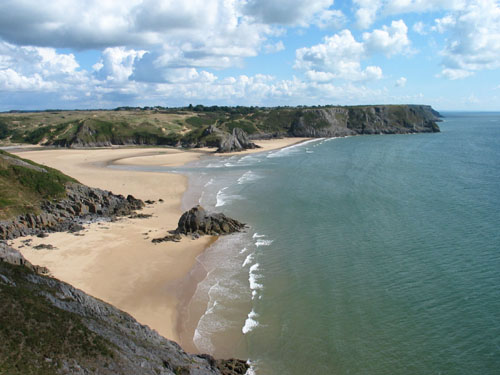
Vịnh Tor và vịnh Three Cliffs thuộc bán đảo Gower, Swansea

Ở những vùng thấp, mùa hè có xu hướng ấm và nắng. Nhiệt độ cao nhất trung bình là từ 19 và 22 °C (66 và 72 °F). Mùa đông có xu hướng khá ẩm, song mưa hiếm khi quá nhiều và nhiệt độ thường ở trên mức đóng băng. Mùa xuân và mùa thu có cảm giác khá tương tự và nhiệt độ có xu hướng trên 14 °C.
Thời gian ngắn nhất trong năm có xu hướng là giữa tháng 5 và tháng 8. Bờ biển tây-nam là nơi nắng nhất tại Wales, trung bình có trên 1.700 giờ nắng mỗi năm. Thời gian âm u nhất trong năm có xu hướng là giữa tháng 11 và tháng 1. Khu vực ít nắng nhất là vùng núi, một số nơi trung bình có ít hơn 1.200 giờ nắng mỗi năm. Gió thịnh hành có hướng tây-nam. Các khu vực bờ biển có nhiều gió nhất, gió mạnh xuất hiện thường xuyên nhất vào mùa đông, trung bình 15 đến 30 ngày mỗi năm tùy theo địa điểm. Tại nội lục, gió mạnh trung bình xuất hiện ít hơn sáu ngày mỗi năm.
Mô hình lượng mưa cho thấy có khác biệt đáng kể. Xa về phía tây, lượng mưa dự kiến sẽ cao hơn, lên tới 40%. Tại vùng thấp, không thể dự báo trước mưa tại bất kỳ thời gian nào trong năm, song vào mùa hè các trận mưa có xu hướng ngắn hơn. Vùng cao của Wales có nhiều mưa nhất, thông thường có trên 50 ngày mưa trong các tháng mùa đông (tháng 12, 1, 2), giảm xuống còn 35 ngày mưa vào các tháng mùa hè (tháng 6, 7, 8). Lượng mưa hàng năm tại Snowdonia trung bình là từ 3.000 mm đến 5.000 mm. Có khả năng xảy ra mưa đá hoặc tuyết khi nhiệt độ dưới 5 °C, và tuyết có xu hướng nằm trên mặt đất trung bình 30 ngày mỗi năm. Tuyết rơi vài lần trong mùa đông tại các vùng nội lục, song quanh bờ biển thì tương đối hiếm. Lượng mưa hàng năm bình quân tại các khu vực này có thể dưới 1.000 mm. Swansea là thành phố mưa nhiều nhất tại đảo Anh, với 1.360,8 mm. Trong khi Cardiff là thành phố mưa nhiều thứ năm tại đảo Anh, với 908 mm. Rhyl là thị trấn khô nhất tại Wales, có lượng mưa hàng năm trung bình là 640 mm.
- Nhiệt độ cao kỷ lục: 35,2 °C trên cầu Hawarden, Flintshire vào ngày 2 tháng 8 năm 1990.[134]
- Nhiệt độ thấp kỷ lục: -23,3 °C tại Rhayader, Radnorshire (nay là Powys) vào ngày 21 tháng 1 năm 1940.[134]
- Số giờ nắng tối đa trong một tháng: 354,3 giờ tại Pháo đài Dale Fort, Pembrokeshire trong tháng 7 năm 1955.[135]
- Số giờ nắng tối thiểu trong một tháng: 2,7 giờ tại Llwynon, Brecknockshire trong tháng 1 năm 1962.[135]
- Lượng mưa tối đa trong một ngày (0900 UTC − 0900 UTC): 211 mm tại Rhondda, Glamorgan, vào ngày 11 tháng 11 năm 1929.[136]
- Nơi mưa nhiều nhất – trung bình 4.473 mm mỗi năm tại núi Crib Goch thuộc Snowdonia, Gwynedd (cũng là nơi mưa nhiều nhất tại Anh Quốc).[137]

### Động thực vật

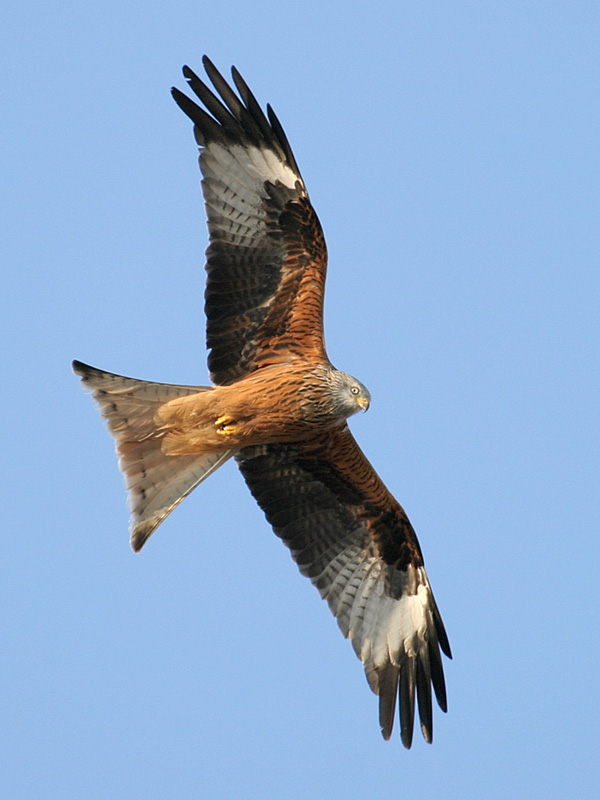
Diều hâu đỏ (Milvus milvus) – một biểu trưng quốc gia về sinh vật hoang dã Wales

Sinh vật hoang dã của Wales mang đặc trưng Anh Quốc với một số điểm đặc biệt. Do có đường bờ biển dài, Wales đa dạng về chim biển. Bờ biển và các đảo xung quanh là nơi sống của các bầy chim điên, hải âu Man, hải âu cổ rụt, mòng biển rissa, cốc mào và cụt. Tương tự, do 60% diện tích Wales nằm phía trên đường đồng mức 150 m, quốc gia này đa dạng về chim vùng cao, trong đó có quạ và hoét vòng. Các loài chim săn mồi gồm cắt lưng xám, diều mướp và diều hâu đỏ- một biểu trưng quốc gia của động vật hoang dã Wales. Tổng cộng, có trên 200 loài chim khác nhau được tìm thấy tại khu dự trữ RSPB thuộc Conwy, bao gồm các loài chim di trú theo mùa.
Các loài thú lớn tại Wales bị tiêu vong trong giai đoạn Norman, bao gồm gấu nâu, sói và mèo rừng. Ngày nay, các loài thú đáng chú ý gồm chuột chù, chuột đồng, lửng, rái cá, nhím gai và các loài dơi. Hai loài gặm nhấm nhỏ là chuột cổ vàng và chuột sóc nâu là các loài chú ý đặc biệt của Wales, chúng được phát hiện tại khu vực biên giới không bị xáo trộn trong quá khứ. Các loài động vật đáng chú ý khác là rái cá, chồn ecmin và chồn. Thỉnh thoảng người ta trông thấy chồn thông châu Âu, song loài này chưa được ghi nhận chính thức từ thập niên 1950. Chồn hôi bị đẩy tới chỗ gần tuyệt chủng tại đảo Anh, song vẫn còn tại Wales và nay lan rộng nhanh chóng. Có thể trông thấy dê hoang dã tại Snowdonia.
Các vùng biển tây-nam Wales là Gower, Pembrokeshire và Cardigan Bay thu hút các động vật hải dương, bao gồm cá nhám phơi nắng, hải cẩu xám Đại Tây Dương, rùa da, cá heo, cá heo chuột, sứa, cua và tôm hùm. Pembrokeshire và Ceredigion được công nhận là khu vực quan trọng quốc tế về cá heo mõm chai, và New Quay có nơi trú ẩn mùa hè duy nhất cho cá heo mõm chai tại Anh Quốc. Các loài cá sông đáng chú ý gồm có cá hồi chấm hồng, cá chình, cá hồi, cá mòi chấm, cá ốt me và cá hồi Bắc cực, trong khi gwyniad (Coregonus pennantii) là loài đặc hữu tại Wales, chỉ phát hiện thấy trong hồ Bala. Wales cũng nổi tiếng với các loài sò hến như sò nứa, sao sao, trai và ốc mỡ. Cá trích, cá thu và cá tuyết là các loài cá biển phổ biến tại Wales.
Phần vùng cao phía bắc của Snowdonia nuôi dưỡng các loài thực vật tiền băng hà còn sót lại như loài huệ tây Snowdon có tính biểu tượng – Gagea serotina – và các loài núi cao khác như Saxifraga cespitosa, Saxifraga oppositifolia và Silene acaulis. Wales còn có một số loài thực vật không phát hiện thấy tại những nơi khác của Anh Quốc như hoa hồng đá đốm Tuberaria guttata trên đảo Anglesey và Draba aizoides tại Gower.

## Kinh tế

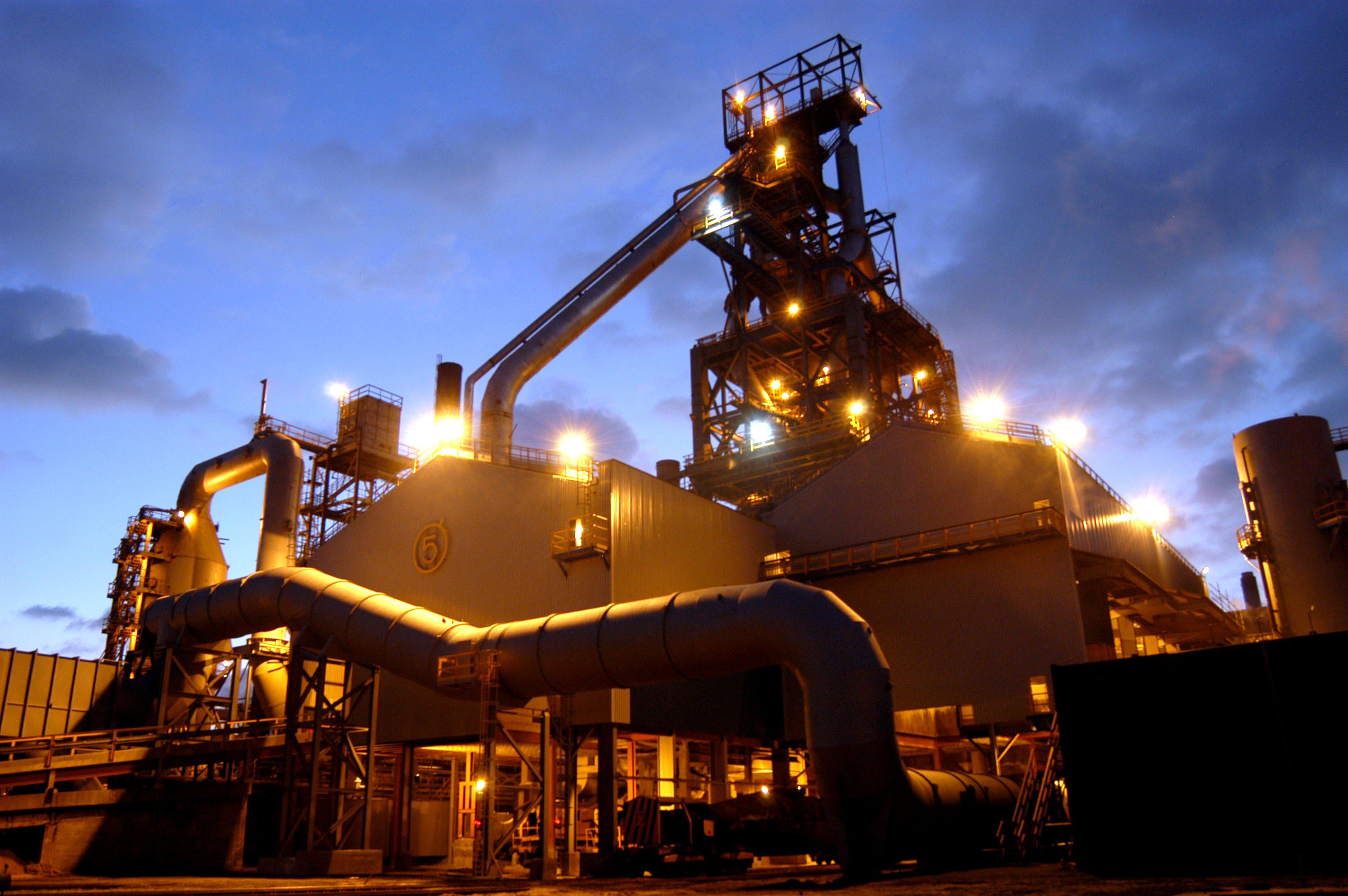
Nhà máy luyện thép Port Talbot từng là cơ sở sử dụng lao động nhiều nhất tại Wales

Trong vòng 250 năm qua, Wales ban đầu chuyển đổi từ một quốc gia do nông nghiệp chi phối thành một quốc gia công nghiệp, và nay là một nền kinh tế hậu công nghiệp. Kể từ chiến tranh thế giới thứ hai, lĩnh vực dịch vụ chiếm phần lớn số công việc, đây là đặc điểm điển hình của các nền kinh tế tiến bộ nhất. Tổng giá trị gia tăng (GVA) tại Wales vào năm 2010 là 45,5 tỷ bảng, tức 15.145 bảng/người; 74,0% mức trung bình của toàn Anh Quốc, và là mức GVA bình quân thấp nhất tại Anh Quốc.
Từ giữa thế kỷ XIX cho đến thời kỳ hậu chiến, khai mỏ và xuất khẩu than đá là ngành chi phối tại Wales. Vào đỉnh điểm sản lượng trong năm 1913, có gần 233.000 nam giới và nữ giới làm việc trong vùng mỏ than miền nam Wales, khai thác 56 triệu tấn than đá. Cardiff từng là cảng xuất khẩu than đá lớn nhất thế giới, và trong vài năm trước thế chiến I nơi đây từng vận chuyển khối lượng trọng tải hàng hóa nhiều hơn Luân Đôn hay Liverpool. Trong thập niên 1920, trên 40% nam giới Wales làm việc trong ngành công nghiệp nặng. Theo Giáo sư Phil Williams, Đại khủng hoảng "tàn phá Wales", miền bắc cũng như miền nam, do nơi đây "phụ thuộc quá lớn vào than và thép". Từ giữa thập niên 1970, kinh tế Wales đối diện với tái cơ cấu quy mô lớn khi lượng lớn công việc trong ngành công nghiệp nặng truyền thống bị mất đi và cuối cùng bị thay thế bằng các công việc mới trong ngành công nghiệp nhẹ và trong dịch vụ. Vào cuối thập niên 1970 và đầu thập niên 1980, Wales thành công trong việc thu hút đầu tư nước ngoài khi đạt tỷ lệ cao hơn bình quân trong Anh Quốc. Tuy nhiên, phần lớn ngành công nghiệp mới về cơ bản là một loại hình "nhà máy chi nhánh", tức nhà máy chế tạo hoặc trung tâm liên hệ đặt tại Wales song hầu hết việc làm được trả lương cao trong công ty là ở nơi khác.
Do đất đai có chất lượng kém, phần lớn Wales không phù hợp cho trồng trọt, trọng tâm nông nghiệp từ lâu tập trung vào chăn nuôi. Wales thu hút lượng lớn du khách nhờ cảnh quan (có ba vườn quốc gia) và 45 bãi biển Blue Flag, cũng như văn hóa độc đáo, du lịch giữ vai trò sống còn đặc biệt trong kinh tế của các khu vực nông thôn. Wales nỗ lực phát triển hoặc thu hút công việc giá trị gia tăng cao trong các lĩnh vực như tài chính hay nghiên cứu và phát triển, song Wales thiếu một trung tâm vùng đô thị lớn. Thiếu hụt công việc giá trị gia tăng cao được phản ánh trong hiệu suất kinh tế thấp theo đầu người so với các khu vực khác tại Anh Quốc.
Bảng Anh là tiền tệ được sử dụng tại Wales. Một số ngân hàng Wales phát hành giấy bạc riêng của họ trong thế kỷ XIX. Ngân hàng cuối cùng trong số đó đóng cửa vào năm 1908; từ đó dẫu cho các ngân hàng tại Scotland và Bắc Ireland tiếp tục có quyền phát hành giấy bạc tại quốc gia của họ, song Ngân hàng Anh được độc quyền về phát hành giấy bạc tại Wales.

## Giao thông

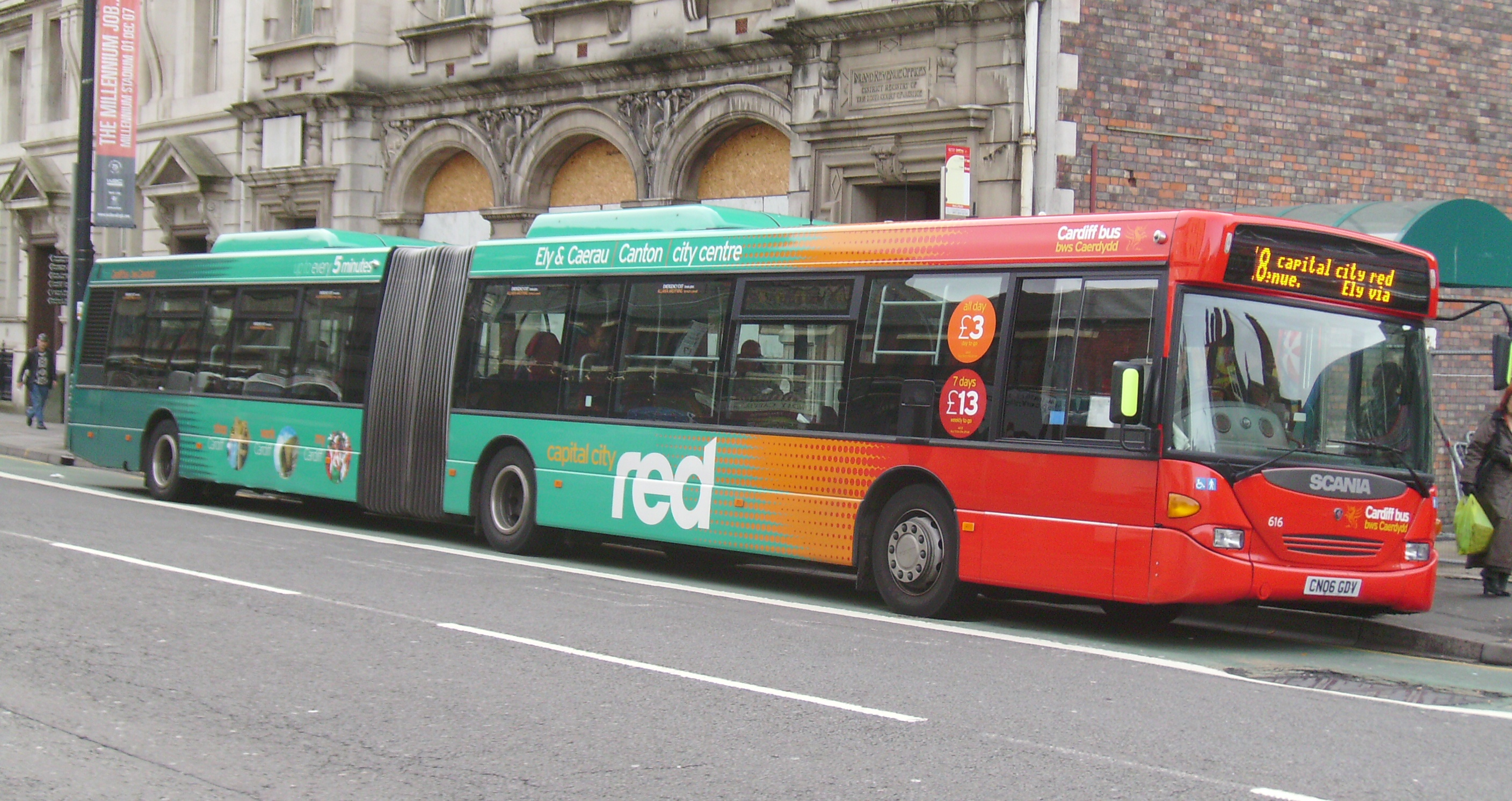
Xe buýt khớp đôi tại Cardiff

Trục đường bộ chính dọc bờ biển miền nam Wales là Xa lộ M4, nó liên kết đến miền nam Anh và điểm cuối là tại Luân Đôn. Đoạn xa lộ do Chính phủ Wales quản lý chạy từ cầu Second Severn Crossing đến cảng Abraham, Carmarthenshire, liên kết các thành phố Newport, Cardiff và Swansea. Xa lộ A55 có vai trò tương tự dọc bờ biền miền bắc Wales, liên kết Holyhead và Bangor với Wrexham và Flintshire. Nó cũng liên kết tới tây-bắc Anh, chủ yếu là Chester. Liên kết chính giữa miền bắc và miền nam Wales là xa lộ A470, chạy từ Cardiff đến Llandudno.
Sân bay quốc tế Cardiff là sân bay quốc tế và sân bay lớn duy nhất tại Wales. Sân bay có liên kết đến các địa điểm tại châu Âu, châu Phi và Bắc Mỹ, nó nằm cách trung tâm thành phố 19 km về phía tây nam. Các chuyến bay nội bộ Wales được vận hành giữa Anglesey (Valley) và Cardiff, do hãng Manx2 của đảo Man vận hành Các chuyến bay quốc nội khác liên kết với miền bắc Anh, Scotland và Bắc Ireland.
Chính phủ Wales quản lý các đoạn nằm tại Wales của mạng lưới đường sắt Anh Quốc. Cardiff là ga đường sắt nhộn nhịp nhất tại Wales, gấp hơn bốn lần số hành khách của bất kỳ ga nào khác tại Wales. Khu vực Cardiff có mạng lưới đường sắt đô thị riêng. Các cuộc cắt giảm Beeching trong thập niên 1960 khiến hầu hết mạng lưới còn lại phục vụ với định hướng qua lại đông-tây để liên kết với các cảng trên biển Ireland rồi đi phà đến Ireland. Các dịch vụ đường sắt giữa miền bắc và miền nam Wales được vận hành qua các thị trấn Chester và Shrewsbury của Anh. Toàn bộ tàu hỏa tại Wales sử dụng động cơ diesel, song không có các tuyến được điện khí hóa. Tuy nhiên, nhánh South Wales Main Line thuộc Great Western Main Line đang được điện khí hóa, cung cấp dịch vụ từ London Paddington đến Cardiff và Swansea.
Wales có bốn cảng phà thương mại. Các dịch vụ phà thường lệ đến Ireland vận hành từ Holyhead, Pembroke và Fishguard. Dịch vụ từ Swansea đến Cork bị ngưng vào năm 2006, được phục hồi vào năm 2010, và lại ngưng vào năm 2012.

## Giáo dục

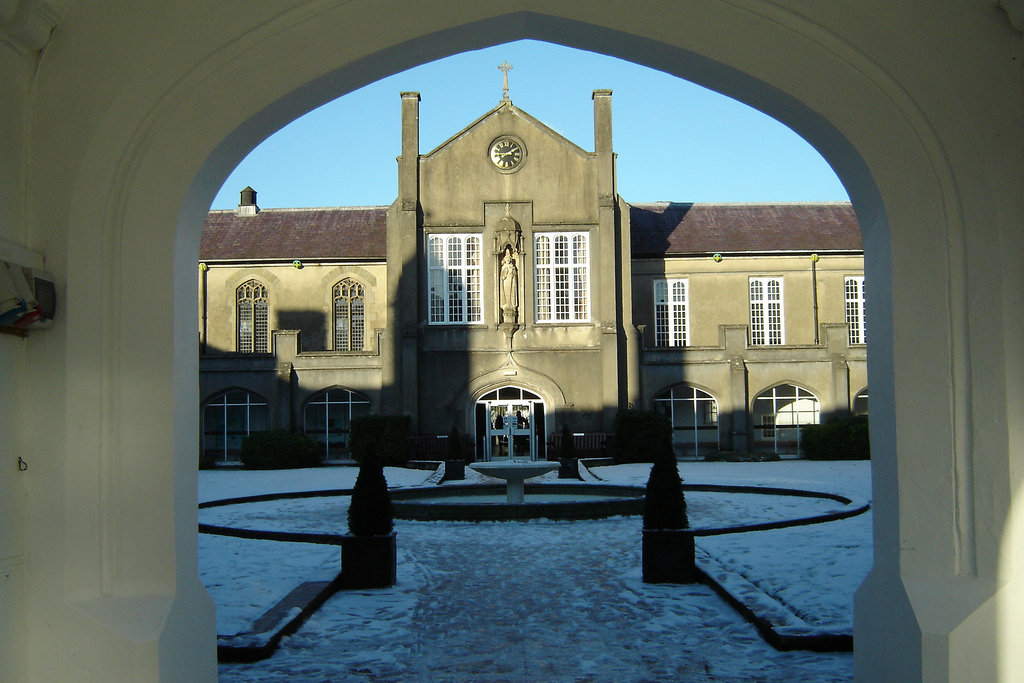
Tòa nhà St. David, khu trường sở Lampeter, Đại học Wales, Trinity Saint David. Đại học này thành lập vào năm 1822, là thể chế cấp bằng lâu năm nhất tại Wales.

Wales phát triển một hệ thống giáo dục riêng biệt. Giáo dục chính thức bắt đầu trước thế kỷ XVIII song dành riêng cho tầng lớp tinh hoa. Các trường ngữ pháp đầu tiên được thành lập trong các thị trấn như Ruthin, Brecon và Cowbridge. Một trong các hệ thống trường học thành công nhất là do Griffith Jones khởi đầu, ông tổ chức các trường học lưu động trong thập niên 1730; được cho là đã dạy một nửa dân số Wales biết đọc. Trong thế kỷ XIX, khi nhà nước gia tăng can dự vào giáo dục, Wales buộc phải chấp thuận hệ thống giáo dục mang đặc tính Anh. Trong một số trường khi đó, nhằm đảm bảo trẻ em Wales nói tiếng Anh trong trường, chính sách không nói tiếng Wales được sử dụng. Theo đó, trẻ sẽ bị trừng phạt nếu nói tiếng Wales trong trường.
University College of Wales mở tại Aberystwyth vào năm 1872. Cardiff và Bangor xuất hiện sau đó, và ba đại học cùng nhau hình thành Đại học Wales vào năm 1893. Đạo luật Giáo dục Trung học Wales 1889 lập ra 95 trường trung học. Cơ quan Giáo dục Wales được hình thành vào năm 1907, là lần đầu tiên Wales được phân quyền đáng kể về giáo dục. Một cuộc hồi sinh của các trường học tiếng Wales vào nửa cuối thế kỷ XX ở cấp mầm non và tiểu học cho thấy thái độ chuyển sang hướng giảng dạy bằng tiếng Wales. Trong các trường học có tiếng Anh là ngôn ngữ thứ nhất, tiếng Wales là môn học bắt buộc cho đến năm 16 tuổi. Dù chưa từng có học viện chỉ giảng dạy bằng tiếng Wales, song giáo dục bậc đại học bằng tiếng Wales được phân bổ thông qua các đại học riêng lẻ. Năm 2006, Wales có 33 nhà trẻ, 1.555 trường tiểu học, 244 trường trung học toàn diện và 43 trường đặc biệt cùng 46 trường độc lập. Năm 2004, Wales có 505.208 học sinh và 27.378 giáo viên.

## Nhân khẩu

Bản đồ mật độ dân số tại Wales theo điều tra nhân khẩu năm 2011.

Dân số Wales tăng gấp đôi từ 587.000 vào năm 1801 lên 1.163.000 vào năm 1851 và đạt đến 2.421.000 vào năm 1911. Hầu hết lượng gia tăng là tại các vùng khai thác than, đặc biệt là Glamorganshire khi tăng từ 71.000 vào năm 1801 lên 232.000 vào năm 1851 và 1.122.000 vào năm 1911. Một phần gia tăng là nhờ chuyển đổi nhân khẩu giống như hầu hết các quốc gia công nghiệp hóa, do tỷ lệ tử giảm và tỷ lệ sinh được duy trì. Tuy nhiên, cũng có di cư quy mô lớn đến Wales trong cách mạng công nghiệp. Người Anh là nhóm đông nhất, song cũng có lượng đáng kể người Ireland và lượng nhỏ các nhóm dân tộc khác, trong đó có người Ý di cư tới miền nam của Wales. Wales cũng tiếp nhận di dân từ nhiều nơi thuộc Thịnh vượng chung trong thế kỷ XX, và các cộng đồng người Phi-Caribe và người Á góp phần vào pha trộn dân tộc-văn hóa, đặc biệt là tại đô thị. Nhiều người trong số họ tự nhận là người Wales.
Theo điều tra nhân khẩu năm 2011, dân số Wales đạt 3.063.456, là con số cao nhất trong lịch sử. Năm 2011, 27% (837.000) tổng dân số Wales không sinh tại Wales, trong đó 636.000 người (21% tổng dân số Wales) sinh tại Anh. Các khu vực dân cư và công nghiệp chính nằm tại miền nam Wales, bao gồm các thành phố Cardiff, Swansea và Newport cùng các thung lũng lân cận, một lượng dân số đáng kể khác sống tại miền đông-bắc quanh Wrexham và Flintshire.
Theo điều tra nhân khẩu năm 2001, 96% cư dân là người Anh Quốc da trắng, và 2,1% không phải là người da trắng (chủ yếu là gốc Nam Á). Hầu hết các nhóm không phải da trắng tập trung tại Cardiff, Newport và Swansea. Các cộng đồng người Á và người Phi tại Wales phát triển chủ yếu thông qua di cư sau chiến tranh thế giới thứ hai. Vào đầu thế kỷ XXI, nhiều nơi tại Wales chứng kiến gia tăng số lượng di dân định cư từ các quốc gia mới gia nhập Liên minh châu Âu như Ba Lan.
Điều tra nhân khẩu Anh Quốc năm 2001 bị chỉ trích tại Wales do không đưa ra lựa chọn 'người Wales' trong mô tả nhận dạng dân tộc. Một phần vì nguyên nhân này, điều tra nhân khẩu năm 2011 có một danh sách lựa chọn bao gồm người Wales. Kết quả là 57,5% dân số Wales biểu thị họ chỉ có bản sắc dân tộc Wales, 7,1% khác biểu thị họ là người Wales đồng thời là người Anh Quốc. Người không nhận là dân tộc Wales chiếm 34,1%. Tỷ lệ tự nhận dạng dân tộc chỉ là người Anh Quốc đạt 16,9%, và có thêm 9,4% nhận là người Anh Quốc đồng thời với dân tộc khác. Người không nhận là dân tộc Anh Quốc chiếm 73,7%. 11,2% biểu thị họ chỉ là người Anh và có thêm 2,6 nhận là người Anh và một dân tộc khác.
Theo điều tra nhân khẩu năm 2011, Wales kém đa dạng về dân tộc so với tất cả các vùng bên Anh: 93,2% tự phân loại là người Anh Quốc da trắng (gồm người Wales, người Anh, người Scotland, người Bắc Ireland), 2,4% nhận là "người da trắng khác" (bao gồm người Ireland), 2,2% là người gốc Á, 1% là người hỗn chủng, và 0,6% là người da đen (người Phi, Caribe, hay người Anh da đen). Tỷ lệ người Anh Quốc da trắng thấp nhất là tại Cardiff với 80,3%.
Năm 2001, một phần tư dân số Wales sinh bên ngoài Wales, chủ yếu là tại Anh; khoảng 3% được sinh bên ngoài Anh Quốc. Tỷ lệ sinh tại Wales thay đổi theo vùng, mức cao nhất là tại các thung lũng miền nam Wales và thấp nhất là tại miền trung Wales và bộ phận của miền đông-bắc. Tại cả Blaenau Gwent và Merthyr Tydfil, 92% cư dân sinh tại Wales, so với chỉ 51% và 56% tại các hạt biên giới Flintshire và Powys. Có trên 1,75 triệu người Mỹ tự nhận có tổ tiên Wales, hơn 440 nghìn người Canada cũng nhận như vậy theo điều tra năm 2006 của Canada.
Tổng tỷ suất sinh tại Wales đạt 1,9 vào năm 2011, thấp hơn mức sinh thay thế là 2,1. Đa số ca sinh là của các nữ giới chưa kết hôn (58% ca sinh vào năm 2011 là ngoài hôn nhân). Khoảng một trong mười ca sinh (10,7%) trong năm 2011 là của bà mẹ sinh tại nước ngoài, tăng so với 5,2% vào năm 2001.
Một nghiên cứu vào năm 2010 ước tính rằng 35% dân số Wales mang họ có nguồn gốc Wales (5,4% dân số Anh và 1,6% dân số Scotland cũng mang họ gốc Wales). Tuy nhiên, nhiều họ hiện nay bắt nguồn từ các tên riêng Wales cổ thực ra là xuất hiện tại Anh.
| 20 cities or towns lớn nhất tại Wales Office for National Statistics 2011 Census | 20 cities or towns lớn nhất tại Wales Office for National Statistics 2011 Census | 20 cities or towns lớn nhất tại Wales Office for National Statistics 2011 Census | 20 cities or towns lớn nhất tại Wales Office for National Statistics 2011 Census | 20 cities or towns lớn nhất tại Wales Office for National Statistics 2011 Census | 20 cities or towns lớn nhất tại Wales Office for National Statistics 2011 Census | 20 cities or towns lớn nhất tại Wales Office for National Statistics 2011 Census | 20 cities or towns lớn nhất tại Wales Office for National Statistics 2011 Census | 20 cities or towns lớn nhất tại Wales Office for National Statistics 2011 Census | 20 cities or towns lớn nhất tại Wales Office for National Statistics 2011 Census |
|                                                                                  | Hạng                                                                             |                                                                                  | Khu vực hội đồng                                                                 | Dân số                                                                           | Hạng                                                                             |                                                                                  | Khu vực hội đồng                                                                 | Dân số                                                                           |                                                                                  |
| -------------------------------------------------------------------------------- | -------------------------------------------------------------------------------- | -------------------------------------------------------------------------------- | -------------------------------------------------------------------------------- | -------------------------------------------------------------------------------- | -------------------------------------------------------------------------------- | -------------------------------------------------------------------------------- | -------------------------------------------------------------------------------- | -------------------------------------------------------------------------------- | -------------------------------------------------------------------------------- |
| Cardiff Swansea                                                                  | 1                                                                                | Cardiff                                                                          | City & County of Cardiff                                                         | 335.145                                                                          | 11                                                                               | Caerphilly                                                                       | Caerphilly County Borough                                                        | 41.402                                                                           | Newport Wrexham                                                                  |
| Cardiff Swansea                                                                  | 2                                                                                | Swansea                                                                          | City & County of Swansea                                                         | 239.000                                                                          | 12                                                                               | Port Talbot                                                                      | Neath Port Talbot                                                                | 37.276                                                                           | Newport Wrexham                                                                  |
| Cardiff Swansea                                                                  | 3                                                                                | Newport                                                                          | Newport City                                                                     | 128.060                                                                          | 13                                                                               | Pontypridd                                                                       | Rhondda Cynon Taf                                                                | 30.457                                                                           | Newport Wrexham                                                                  |
| Cardiff Swansea                                                                  | 4                                                                                | Wrexham                                                                          | Wrexham County Borough                                                           | 61.603                                                                           | 14                                                                               | Aberdare                                                                         | Rhondda Cynon Taf                                                                | 29.748                                                                           | Newport Wrexham                                                                  |
| Cardiff Swansea                                                                  | 5                                                                                | Barry                                                                            | Vale of Glamorgan                                                                | 54.673                                                                           | 15                                                                               | Colwyn Bay                                                                       | Conwy County Borough                                                             | 29.405                                                                           | Newport Wrexham                                                                  |
| Cardiff Swansea                                                                  | 6                                                                                | Neath                                                                            | Neath Port Talbot                                                                | 50.658                                                                           | 16                                                                               | Pontypool                                                                        | Torfaen                                                                          | 28.334                                                                           | Newport Wrexham                                                                  |
| Cardiff Swansea                                                                  | 7                                                                                | Cwmbran                                                                          | Torfaen                                                                          | 46.915                                                                           | 17                                                                               | Penarth                                                                          | Vale of Glamorgan                                                                | 27.226                                                                           | Newport Wrexham                                                                  |
| Cardiff Swansea                                                                  | 8                                                                                | Bridgend                                                                         | Bridgend County Borough                                                          | 46.757                                                                           | 18                                                                               | Rhyl                                                                             | Denbighshire                                                                     | 25.149                                                                           | Newport Wrexham                                                                  |
| Cardiff Swansea                                                                  | 9                                                                                | Llanelli                                                                         | Carmarthenshire                                                                  | 43.878                                                                           | 19                                                                               | Blackwood                                                                        | Caerphilly County Borough                                                        | 24.042                                                                           | Newport Wrexham                                                                  |
| Cardiff Swansea                                                                  | 10                                                                               | Merthyr Tydfil                                                                   | Merthyr Tydfil                                                                   | 43.820                                                                           | 20                                                                               | Maesteg                                                                          | Bridgend County Borough                                                          | 18.888                                                                           | Newport Wrexham                                                                  |

### Ngôn ngữ

Tỷ lệ người trả lời là họ có thể nói tiếng Wales, 2011.

Trong cuốn sách Archaeologia Britannica năm 1707, Edward Lhuyd nhận thấy tương đồng giữa hai nhóm ngôn ngữ Celt: Briton hay P–Celt (Breton, Cornwall và Wales); và Gael hay Q–Celt (Ireland, Man và Scotland). Ông cho rằng các ngôn ngữ Briton bắt nguồn tại Gaul (Pháp), và các ngôn ngữ Gael bắt nguồn tại bán đảo Iberia. Lhuyd kết luận rằng các ngôn ngữ có nguồn gốc Celt, người nói các ngôn ngữ này là người Celt. (Theo một giả thuyết gần đây hơn, các ngôn ngữ Gael và Briton được gọi chung là Celt đảo, tiến hóa tách biệt một thời gian với các ngôn ngữ Celt lục địa như Gaul và Celt Iberia.) Từ thế kỷ XVIII, cư dân Brittany, Cornwall, Ireland, đảo Man, Scotland và Wales ngày càng hay được gọi là người Celt, và nay họ được đề cập là các dân tộc Celt hiện đại.
Đạo luật Ngôn ngữ Wales 1993 và Đạo luật Chính phủ Wales 1998 quy định tiếng Anh và tiếng Wales được đối đãi trên cơ sở bình đẳng, cả hai được sử dụng làm ngôn ngữ làm việc trong Quốc hội. Cả tiếng Anh và tiếng Wales cùng là ngôn ngữ chính thức, tiếng Wales còn được công nhận theo luật là có "địa vị chính thức". Hầu hết mọi người tại Wales nói tiếng Anh, đây là ngôn ngữ chính tại hầu khắp đất nước. Chuyển đổi qua lại giữa hai ngôn ngữ là điều phổ biến tại tất cả các nơi của Wales và được gọi bằng nhiều thuật ngữ, song không cái nào được các nhà ngôn ngữ học chuyên nghiệp công nhận. Phương ngữ tiếng Anh Wales chịu ảnh hưởng đáng kể từ ngữ pháp tiếng Wales và có các từ vựng gốc tiếng Wales. Theo John Davies, phương ngữ tiếng Anh Wales "là đối tượng mang thành kiến lớn hơn bất kỳ điều gì mà người Wales phải chịu". Miền bắc và miền tây của Wales còn lại nhiều khu vực mà đa số cư dân nói tiếng Wales như ngôn ngữ thứ nhất, tại đó tiếng Anh được học với vị thế là ngôn ngữ thứ nhì. Theo điều tra nhân khẩu năm 2011, có 562.016 người, tức 19% dân số Wales có thể nói tiếng Wales, giảm so với 20,8% theo điều tra vào năm 2001. Mặc vẫn tiếp tục có trẻ em Wales đơn ngữ, song đơn ngữ trọn đời tiếng Wales là điều chỉ có trong quá khứ.
Biển báo đường bộ tại Wales thường được ghi bằng tiếng Anh và tiếng Wales, khi tên địa danh khác nhau trong hai ngôn ngữ, hai phiên bản sẽ được sử dụng (như "Cardiff" và "Caerdydd"), tiếng nào được ghi trước là do nhà cầm quyền địa phương quyết định. Trong thế kỷ XX, xuất hiện một số cộng đồng nhỏ nói các ngôn ngữ khác như tiếng Bengal và tiếng Quảng Đông, đây là kết quả của di cư.

### Tôn giáo

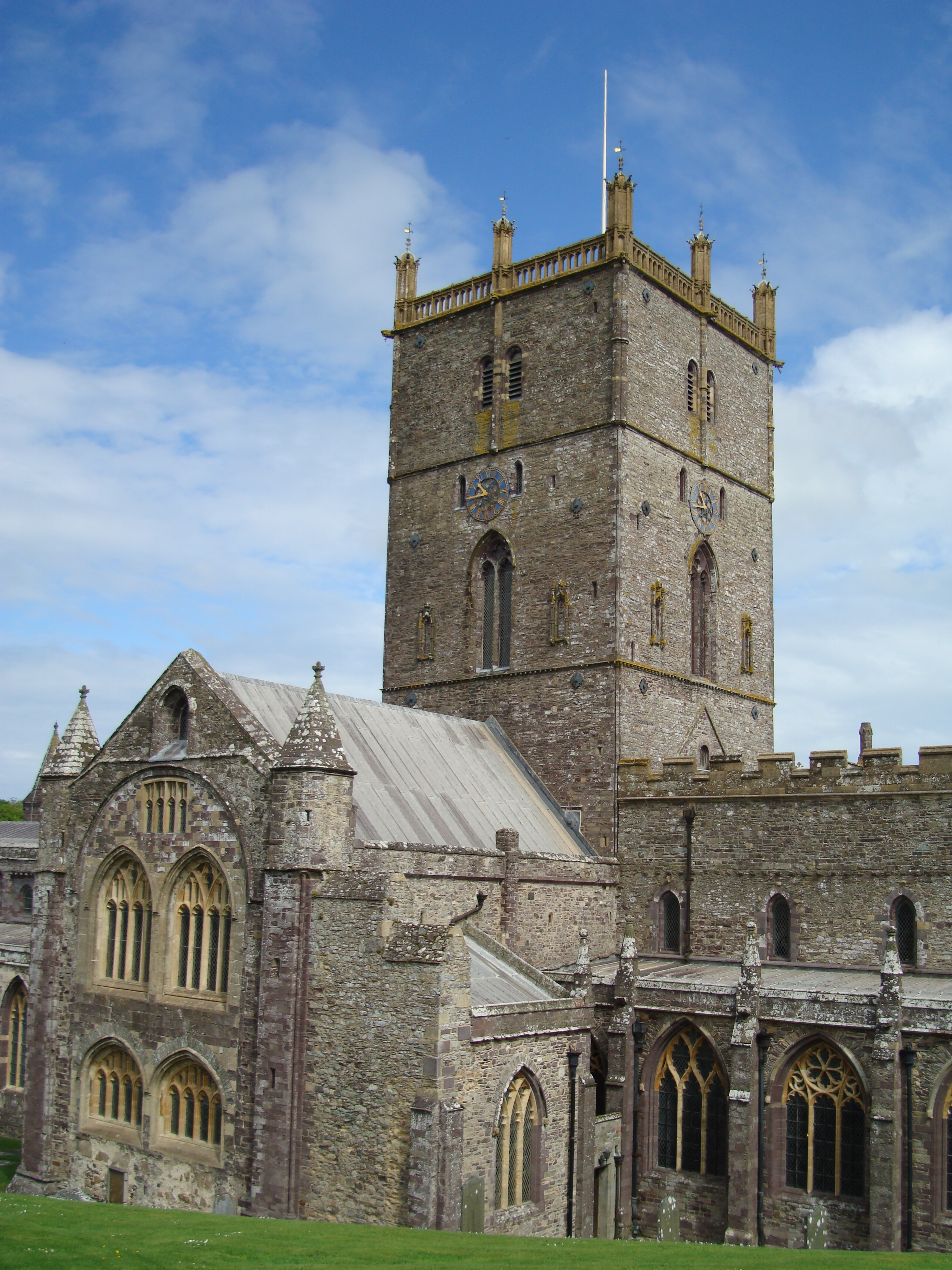
Nhà thờ lớn St. David, Pembrokeshire

Tôn giáo lớn nhất tại Wales là Cơ Đốc giáo, 57,6% dân số tự nhận là tín đồ Cơ Đốc giáo trong điều tra nhân khẩu năm 2011. Giáo hội Anh giáo tại Wales có 56.000 tín đồ, là giáo phái đông đảo nhất. Wales là một giáo khu của Cộng đồng Anh giáo, và là bộ phận của Giáo hội Anh cho đến khi tách ra vào năm 1920. Nhà thờ độc lập đầu tiên tại Wales được William Wroth thành lập tại Llanvaches vào năm 1638. Giáo hội Trưởng Lão Wales sản sinh từ phục hưng Giám Lý Wales trong thế kỷ XVIII và ly khai Giáo hội Anh vào năm 1811.
Giáo phái đông đảo thứ nhì tại Wales là Công giáo La Mã, ước tính có 43.000 tín đồ. Các tôn giáo phi Cơ Đốc có quy mô nhỏ, chiếm khoảng 2,7% dân số. Điều tra nhân khẩu năm 2011 ghi nhận 32,1% cư dân tuyên bố là không tôn giáo, trong khi 7,6% không trả lời. Thánh bảo trợ của Wales là Thánh David, và Ngày Thánh David được tổ chức thường niên vào 1 tháng 3.
Năm 1904, diễn ra một cuộc phục hưng tôn giáo khởi đầu thông qua truyền bá phúc âm của Evan Roberts, và chứng kiến lượng lớn cư dân cải đạo sang Cơ Đốc giáo phi quốc giáo và Anh giáo, thỉnh thoảng là toàn thể cộng đồng. Phong cách thuyết giáo của Roberts trở thành bản thiết chế cho các thực thể tôn giáo mới như Ngũ Tuần và Tông Đồ.
Hồi giáo là tôn giáo phi Cơ Đốc lớn nhất tại Wales, có trên 24.000 (0,8%) được ghi nhận là người Hồi giáo trong điều tra nhân khẩu năm 2011. Phố 2 Glynrhondda tại Cathays, Cardiff, được thừa nhận là có thánh đường Hồi giáo đầu tiên tại Anh Quốc Các cộng đồng Ấn Độ giáo và Sikh giáo chủ yếu hiện diện trong các thành phố miền nam Wales là Newport, Cardiff và Swansea, tín đồ Phật giáo tập trung nhiều nhất tại hạt nông thôn miền tây Ceredigion. Do Thái giáo là giáo phái phi Cơ Đốc đầu tiên thiết lập tại Wales, từ thời La Mã, song đến năm 2001 cộng đồng này suy giảm còn khoảng 2.000 người.

## Văn hóa
Wales có ba di sản thế giới UNESCO: Các lâu đài và tường thành thời vua Edward I tại Gwynedd; Cầu máng Pontcysyllte; và Cảnh quan Công nghiệp Blaenavon.

### Thần thoại
Tàn dư thần thoại Celt bản địa của người Briton thời tiền Cơ Đốc giáo được lưu truyền nhờ truyền khẩu, và có hình thức thay đổi nhiều, bởi các cynfeirdd (các nhà thơ ban đầu). Một số tác phẩm của họ tồn tại trong các bản thảo tiếng Wales trung đại xuất hiện lâu sau đó, mang tên là: Sách đen Carmarthe và Sách Aneirin (đều trong thế kỷ XIII); Sách Taliesin và Sách trắng Rhydderch (đều trong thế kỷ XIV); và Sách đỏ Hergest (khoảng 1400). Các câu chuyện văn xuôi từ sách trắng và đỏ được gọi là Mabinogion, một tiêu đề do dịch giả đầu tiên là Charlotte Guest đặt ra, và các dịch giả sau cũng sử dụng. Các bài thơ như Cad Goddeu (trận chiến của cây cối) và các văn bản liệt kê theo trí nhớ như Welsh Triads và Thirteen Treasures of the Island of Britain, cũng chứa các chất liệu thần thoại. Các văn bản này cũng bao gồm hình thức sớm nhất về thần thoại Arthur và lịch sử truyền thống của đảo Anh hậu La Mã.
Các nguồn văn hóa dân gian Wales khác bao gồm tài liệu lịch sử bằng tiếng Latinh từ thế kỷ IX mang tên Historia Britonum và biên niên sử bằng tiếng Latinh mang tên Historia Regum Britanniae vào thế kỷ XII, cũng như văn học dân gian sau đó như The Welsh Fairy Book của W. Jenkyn Thomas.

### Văn học

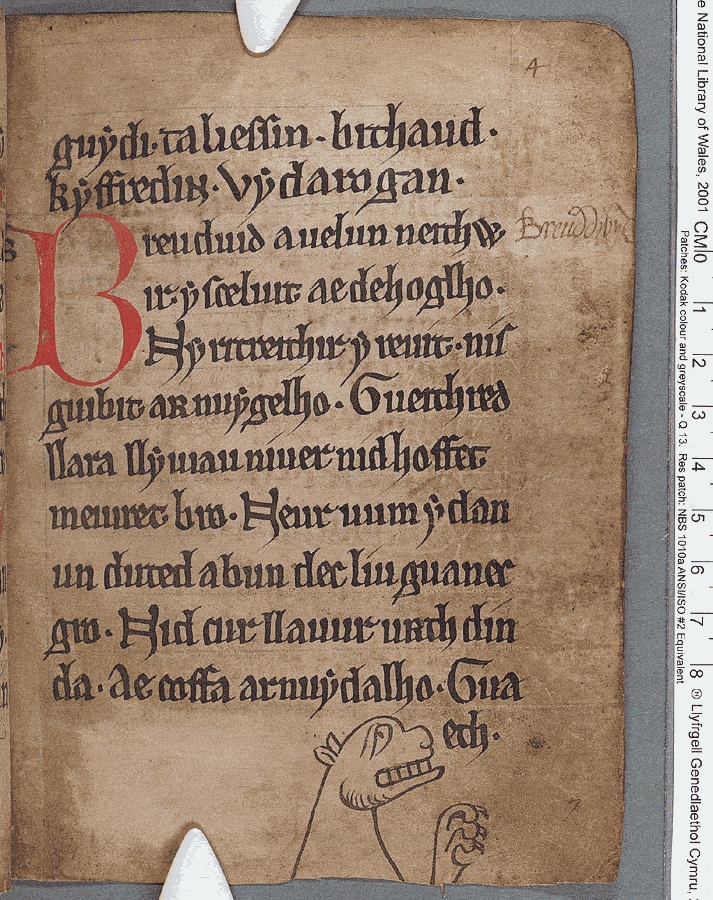
Thơ tiếng Wales trong sách Đen Carmarthen từ thế kỷ XIII

Wales có thể có một trong các truyền thống văn học không bị gián đoạn lâu đời nhất tại châu Âu. Truyền thống văn học Wales có từ thế kỷ VI và có Geoffrey xứ Monmouth và Gerald xứ Wales, họ được sử gia John Davies cho là nằm trong các tác gia Latinh xuất sắc nhất thời Trung Cổ. Các bộ thơ Wales đầu tiên của các nhà thơ Taliesin và Aneirin không còn tồn tại ở dạng ban đầu, mà là trong phiên bản thời Trung Cổ và trải qua biến đổi ngôn ngữ đáng kể. Thơ cùng tri thức và kiến thức bản địa Wales tồn tại qua Thời kỳ Tăm tối, sang thời "thơ của các vương hầu" (Poets of the Princes, khoảng 1100 – 1280) rồi thời "thơ của giới thân sĩ" (Poets of the Gentry, khoảng 1350 – 1650). Trong giai đoạn này, sản sinh một trong các thi nhân vĩ đại nhất của Wales là Dafydd ap Gwilym. Sau khi giới thân sĩ bị Anh hóa, truyền thống này bị suy thoái.
Mặc dù không còn các nhà thơ chuyên nghiệp, song việc hội nhập của giới tinh hoa bản địa vào một thế giới văn hóa rộng hơn giúp đem lại các lợi ích văn học khác. Các nhà nhân học như William Salesbury và John Davies đem theo các tư tưởng Phục Hưng từ các đại học của Anh khi họ trở về Wales. Năm 1588, William Morgan trở thành người đầu tiên dịch Kinh Thánh sang tiếng Wales, từ bản tiếng Hy Lạp và Hebrew. Từ thế kỷ XVI trở đi, việc nảy nở thể thơ tự do trở thành bước phát triển quan trọng nhất của thơ Wales, song từ giữa thế kỷ XVII một loạt luật vần trọng âm từ Anh trở nên rất phổ biến. Đến thế kỷ XIX, việc sáng tác một sử thi Wales trở thành điều ám ảnh đối với các nhà văn tiếng Wales. Tác phẩm từ giai đoạn này phong phú về số lượng song không đồng đều về chất lượng.
Các bước phát triển chính của văn học Wales thế kỷ XIX gồm có việc Charlotte Guest dịch bộ truyện văn xuôi Mabinogion về thần thoại Celt của Wales sang tiếng Anh. Trong năm 1885, Rhys Lewis của Daniel Owen được phát hành, được cho là tiểu thuyết đầu tiên viết bằng tiếng Wales. Trong thế kỷ XX, diễn ra một bước chuyển đổi quan trọng rời xa khỏi văn xuôi Wales thời Victoria vốn khoa trương và dài dòng, Thomas Gwynn Jones dẫn đầu hướng đi này với tác phẩm Ymadawiad Arthur của ông vào năm 1902. Sự giết chóc trong các chiến hào thời Thế chiến I gây tác động sâu sắc đến văn học Wales bằng một phong cách bi quan hơn của T. H. Parry-Williams và R. Williams Parry. Quá trình công nghiệp hóa miền nam Wales cũng gây ra nhiều chuyển đổi hơn nữa với những người như Rhydwen Williams, ông sử dụng chất thơ và luật vần thôn dã Wales xưa cũ song trong bối cảnh công nghiệp. Saunders Lewis chi phối giai đoạn giữa hai thế chiến, do các quan điểm chính trị cũng như tác phẩm và lời phê bình của ông.
Sự nghiệp của một số nhà văn thập niên 1930 tiếp tục sau Thế chiến II, như Gwyn Thomas, Vernon Watkins, và Dylan Thomas, tác phẩm nổi tiếng nhất của Dylan Thomas là kịch truyền thanh Under Milk Wood được phát sóng lần đầu vào năm 1954. Thomas là một trong các nhà văn Wales đáng chú ý và nổi tiếng nhất trong thế kỷ XX và là một trong các nhà thơ sáng tạo nhất trong thời đại của ông. Gwyn Thomas trở thành tiếng nói của các thung lũng Wales Anh ngữ với sự hài hước trong cuộc sống ác nghiệt.
Thái độ của thế hệ nhà văn Wales Anh ngữ thời hậu chiến về Wales khác biệt với thế hệ trước, họ có cảm tình hơn với chủ nghĩa dân tộc Wales và với tiếng Wales. Chuyển biến này có thể liên quan đến nhiệt tình dân tộc do Saunders Lewis phát động và sự sôi nổi của trường phái Bombing trên bán đảo Lleyn vào năm 1936, cùng với một cảm giác khủng hoảng do Thế chiến. Về thơ, R. S. Thomas (1913–2000) là nhân vật quan trọng nhất trong suốt nửa sau của thế kỷ XX. Dù ông "không học tiếng Wales cho đến năm 30 tuổi và viết tất cả các bài thơ của mình bằng tiếng Anh", song ông muốn tiếng Wales được đưa thành ngôn ngữ thứ nhất của Wales và chính sách song ngữ chính thức bị bãi bỏ. Emyr Humphreys là một tiểu thuyết gia lớn trong nửa sau thế kỷ XX, trong sự nghiệp của mình ông cho xuất bản trên 20 tiểu thuyết, có nội dung nghiên cứu lịch sử chính trị và văn hóa của Wales trong thế kỷ XX. Tiểu thuyết gia khác thời hậu chiến là Raymond Williams, ông tiếp tục truyền thống viết từ quan điểm tả khuynh về cảnh tượng công nghiệp Wales trong ba tác phẩm "Border Country" (1960), "Second Generation" (1964), và "The Fight for Manod" (1979).

### Bảo tàng và thư viện

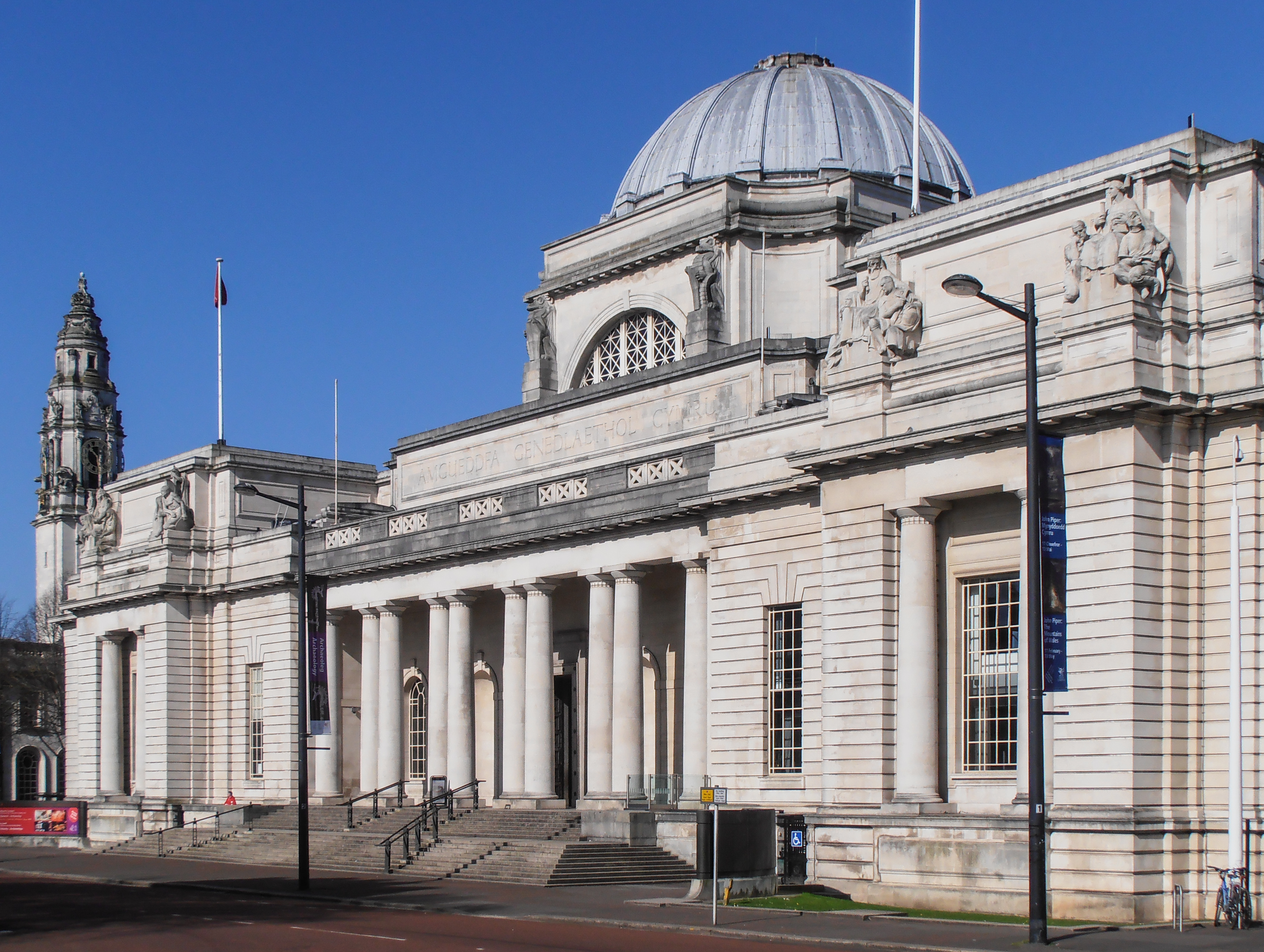
Bảo tàng Quốc gia Cardiff

Bảo tàng Quốc gia Wales được thành lập vào năm 1907 và nay là một cơ quan được Chính phủ Wales bảo trợ. Bảo tàng Quốc gia Wales có bảy địa điểm trên toàn quốc, trong đó có Bảo tàng Quốc gia Cardiff, Bảo tàng Lịch sử Quốc gia St Fagans và Bảo tàng Than đá Quốc gia Big Pit. Tháng 4 năm 2001, các điểm tham quan gắn với Bảo tàng Quốc gia được vào cửa miễn phí theo quyết định của Quốc hội, động thái này khiến số du khách tăng 87,8% trong giai đoạn 2001-2002 lên 1.430.428.
Aberystwyth là địa điểm đặt Thư viện Quốc gia Wales, cơ quan này lưu giữ một số bộ sưu tập vào hàng quan trọng nhất tại Wales, gồm có bộ sưu tập Sir John Williams và bộ sưu tập Lâu đài Shirburn. Ngoài các bộ sưu tập in ấn, thư viện còn lưu giữ các bộ sưu tập nghệ thuật quan trọng của Wales bao gồm các tranh chân dung và ảnh, bưu thiếp, áp phích và các bản đồ của Cục Đo đạc địa hình Anh Quốc.

### Nghệ thuật thị giác
Nhiều tác phẩm nghệ thuật Celt được phát hiện tại Wales. Vào sơ kỳ Trung Cổ, Cơ Đốc giáo Celt tại Wales là bộ phận của nghệ thuật hải đảo trên quần đảo Anh. Một số bản thảo minh họa từ Wales vẫn tồn tại, trong số đó sách Phúc âm Hereford và sách Phúc âm Lichfield từ thế kỷ VIII là trứ danh nhất. Sách thánh ca Ricemarch (nay ở Dublin) nhất định là từ Wales, được làm tại St Davids, và thể hiện phong cách hải đảo muộn với ảnh hưởng Viking bất thường.
Những họa sĩ Wales giỏi nhất thế kỷ XVI-XVIII có xu hướng đến nơi khác làm việc, nhiều người chuyển đến Luân Đôn hoặc Ý. Richard Wilson (1714–82) được cho là họa sĩ phong cảnh lớn đầu tiên của Anh Quốc. Mặc dù ông có tiếng hơn với quang cảnh Ý, song ông cũng vẽ một số phong cảnh Wales. Đến cuối thế kỷ XVIII, tính phổ biến của nghệ thuật cảnh quan được phát triển và xuất hiện khách hàng trong các đô thị lớn của Wales, cho phép nhiều hơn họa sĩ Wales ở lại quê hương. Các họa sĩ từ bên ngoài Wales cũng bị thu hút đến vẽ cảnh quan Wales, đầu tiên là do Phục hưng Celt. Khi đó là đầu thế kỷ XIX, các cuộc chiến Napoléon ngăn họ tiến hành các chuyến lữ hành lớn đến châu Âu lục địa, do đó đến Wales được cho là khả dĩ hơn.

The Bard, 1774, của Thomas Jones (1742–1803)

Một đạo luật vào năm 1857 cho phép thành lập một số trường mỹ thuật trên khắp Anh Quốc, và Trường Mỹ thuật Cardiff mở cửa vào năm 1865. Những người tốt nghiệp vẫn rất thường hay rời Wales để làm việc, song Betws-y-Coed trở thành một trung tâm được ưa thích đối với các họa sĩ và các khu họa sĩ của nó giúp hình thành Viện Mỹ thuật Hoàng gia Cambria vào năm 1881. Nhà điêu khắc William Goscombe John tạo ra nhiều tác phẩm cho các ủy ban của Wales, song ông định cư tại Luân Đôn. Christopher Williams có chủ đề hầu hết là về Wales, song ông cũng đặt cơ sở tại Luân Đôn. Thomas E. Stephens và Andrew Vicari có được sự nghiệp thành công về chân dung lần lượt tại Hoa Kỳ và Pháp.
Nhiều họa sĩ Wales bị thu hút về các thủ đô mỹ thuật của châu Âu. Augustus John và chị gái ông là Gwen John sống chủ yếu tại Luân Đôn và Paris. Tuy nhiên, có những họa sĩ phong cảnh như Kyffin Williams và Peter Prendergast sống hầu hết cuộc đời tại Wales, trong khi vẫn chạm đến thế giới mỹ thuật rộng hơn. Ceri Richards rất vướng bận với bối cảnh mỹ thuật Wales với tư cách một giáo viên tại Cardiff và thậm chí là sau khi chuyển đến Luân Đôn. Nhiều họa sĩ lại chuyển đến Wales, như Eric Gill, David Jones hay nhà điêu khắc Jonah Jones. The Kardomah Gang là một nhóm tri thức tập trung quanh các nghệ sĩ Dylan Thomas và Vernon Watkins tại Swansea, cũng như Alfred Janes.
Miền nam Wales có một số xưởng gốm trứ danh, một trong số các địa điểm quan trọng đầu tiên là xưởng gốm Ewenny tại Bridgend, nơi bắt đầu sản xuất đồ đất nung vào thế kỷ XVII. Trong thế kỷ XVIII và XIX, do có các phương thức khoa học tiến bộ cao hơn, các đồ gốm tinh tế hơn được sản xuất tại xưởng gốm Cambrian (1764–1870, còn gọi là "xưởng gốm Swansea") và sau đó là xưởng gốm Nantgarw gần Cardiff, hoạt động từ 1813 đến 1822 để sản xuất đồ sứ tinh xảo và sau đó là đồ gốm thực dụng cho đến năm 1920.

### Biểu trưng quốc gia

Phù hiệu của Thân vương xứ Wales

Quốc kỳ Wales kết hợp biểu trưng rồng đỏ của Vương tử Cadwalader cùng các màu lục và trắng của triều đại Tudor. Nó được Henry VII sử dụng trong trận Bosworth năm 1485, sau đó được treo trên Nhà thờ chính tòa Thánh Paul. Rồng đỏ sau đó được thêm vào phù hiệu hoàng gia Tudor để biểu thị nguồn gốc Wales của họ. Nó được chính thức công nhận là quốc kỳ Wales vào năm 1959.
Thủy tiên và tỏi tây cũng là các biểu trưng của Wales. Nguồn gốc của tỏi tây có thể truy đến thế kỷ XVI, trong khi thủy tiên trở nên phổ biến trong thế kỷ XIX, do được David Lloyd-George khuyến khích. Điều này được quy cho là nhầm lẫn (hoặc liên tưởng) giữa việc tên gọi trong tiếng Wales của tỏi tây là cenhinen còn thủy tiên là cenhinen Bedr. Một báo cáo vào năm 1916 ưu tiên cho tỏi tây, loài này xuất hiện trên đồng xu bảng Anh.
Phù hiệu của Thân vương Wales thỉnh thoảng cũng được sử dụng để tượng trưng cho Wales. Huy hiệu được gọi là lông vũ của Thân vương Wales, gồm có ba lông vũ trắng xuất hiện từ một mũ miện màu vàng. Một dải băng bên dưới mũ miện mang khẩu hiệu tiếng Đức Ich dien (ta phụng sự). Một số đội tuyển đại diện cho Wales sử dụng huy hiệu này, hoặc một phiên bản cách điệu hóa của nó. Thân vương Wales tuyên bố rằng chỉ có ông mới có quyền sử dụng biểu trưng này.
"Hen Wlad fy Nhadau" (Mảnh đất tổ tiên) là quốc ca của Wales, nó được chơi trong các sự kiện như thi đấu bóng đá hay rugby có đội tuyển Wales tham gia, cũng như khi khai mạc Quốc hội Wales và các dịp chính thức khác. "God Save the Queen" là quốc ca của Anh Quốc, nó đôi khi được chơi cùng với Hen Wlad fy Nhadau trong các sự kiện chính thức có liên hệ đến hoàng gia.

### Thể thao

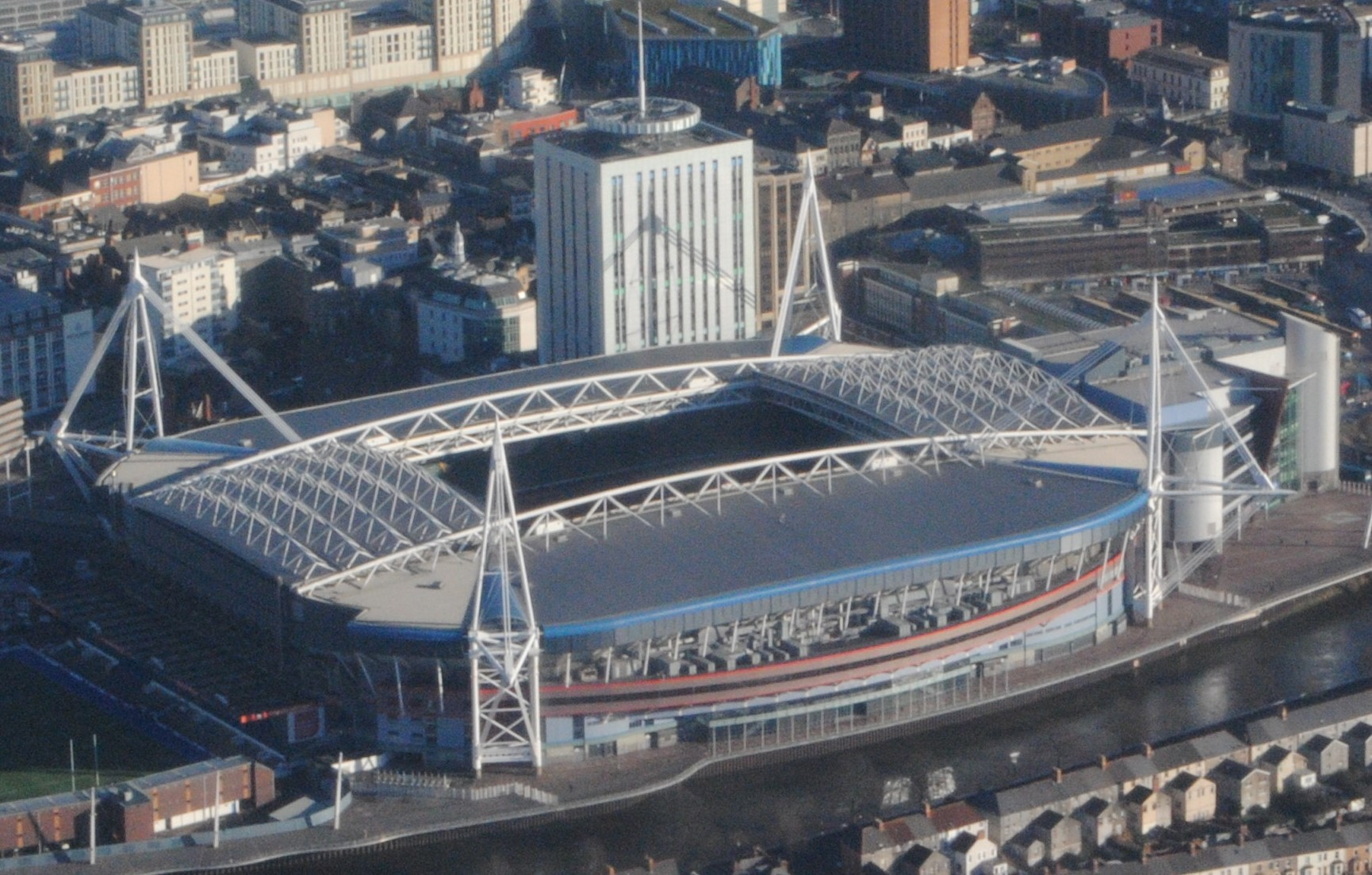
Sân vận động Thiên niên kỷ, Cardiff

Trên 50 thể chế quản lý cấp quốc gia điều hành và tổ chức các môn thể thao của họ tại Wales. Hầu hết trong số đó liên quan đến lựa chọn, tổ chức và quản lý các cá nhân hoặc đội tuyển đại diện cho quốc gia trong các sự kiện quốc tế hoặc thi đấu với quốc gia khác. Wales từng có đại diện trong các sự kiện thể thao thế giới lớn như Giải vô địch bóng đá thế giới, giải vô địch rugby thế giới, giải vô địch rugby union thế giới, và Đại hội thể thao Thịnh vượng chung. Tại Thế vận hội, các vận động viên Wales thi đấu trong đội tuyển Anh Quốc. Bóng đá và Bóng bầu dục là những môn thể thao phổ biến trong quần chúng ở Wales
Dù bóng đá có truyền thống là môn thể thao phổ biến hơn tại miền bắc Wales, song rugby union được nhìn nhận là một biểu trưng cho bản sắc Wales và biểu thị ý thức dân tộc. Đội tuyển rugby union quốc gia Wales tham dự giải vô địch sáu quốc gia thường niên và cũng thi đấu tại mọi giải vô địch rugby thế giới (tính đến nay), và đăng cai mùa giải năm 1999. Wales có giải bóng đá riêng, đó là giải Ngoại hạng Wales khởi đầu từ năm 1992. Do nguyên nhân lịch sử, sáu câu lạc bộ bóng đá của Wales thi đấu trong hệ thống giải của Anh: Cardiff City, Swansea City, Newport County, Wrexham, Colwyn Bay và Merthyr Town. Các cầu thủ bóng đá nổi tiếng của Wales theo thời gian gồm có John Charles, John Toshack, Ian Rush, Ryan Giggs và Gareth Bale.
Trong cricket quốc tế, Wales và Anh tạo thành một đội tuyển đại diện duy nhất, do Ủy ban criket Anh và Wales quản lý, và được gọi là đội tuyển cricket Anh. Thỉnh thoảng, một đội tuyển Wales riêng biệt thi đấu hạn chế. Câu lạc bộ cricket Glamorgan County là đại diện duy nhất của Wales tham gia giải vô địch cấp hạt Anh và Wales.
Wales sản sinh một số vận động viên đẳng cấp thế giới như các cơ thủ snooker Ray Reardon, Terry Griffiths, Mark Williams và Matthew Stevens. Các vận động viên điền kinh ghi dấu ấn quốc tế gồm có vận động viên vượt rào Colin Jackson, là người từng giữ kỷ lục thế giới và giành huy chương thế vận hội. Tay đua xe đạp Nicole Cooke từng giành huy chương vàng tại Đại hội thể thao Thịnh vượng chung, Thế vận hội và giải vô địch thế giới. Wales cũng có các võ sĩ quyền Anh đẳng cấp thế giới: Joe Calzaghe từng giành một số chức vô địch hạng siêu-trung. Các võ sĩ từng vô địch thế giới khác là Enzo Maccarinelli, Freddie Welsh, Howard Winstone, Percy Jones, Jimmy Wilde, Steve Robinson và Robbie Regan. Wales từng đăng cai một số sự kiện thể thao quốc tế, trong đó có Đại hội Thể thao Đế quốc và Thịnh vượng chung Anh 1958, giải vô địch Rugby thế giới 1999 và giải Ryder Cup 2010.

### Truyền thông
Toàn bộ phát sóng truyền hình tại Wales sử dụng kỹ thuật số. Trạm phát sóng analog cuối cùng ngưng phát sóng vào tháng 4 năm 2010, và Wales trở thành quốc gia truyền hình kỹ thuật số đầu tiên của Anh Quốc. Cardiff là trụ sở sản xuất truyền hình của Wales. BBC Cymru Wales là đài quốc gia. Đài này có trụ sở tại Cardiff, sản xuất các chương trình truyền hình bằng tiếng Anh và tiếng Wales định hướng về Wales cho các kênh BBC ONE Wales, BBC TWO Wales và S4C. BBC Cymru Wales cũng sản xuất các chương trình như Life on Mars, Doctor Who và Torchwood, được trình chiếu toàn cầu. ITV là đài thương mại lớn của Anh Quốc, họ có một dịch vụ định hướng đến Wales với nhãn là ITV Wales, có trường quay đặt tại Culverhouse Cross, Cardiff. S4C có trụ sở tại Cardiff, phát sóng lần đầu vào năm 1982, trong giờ cao điểm kênh này hầu hết phát bằng tiếng Wales, song vào các thời điểm khác kênh phát sóng nội dung tiếng Anh từ Channel 4 vì Channel 4 khi đó không thể phát sóng tại Wales song song với S4C do hạn chế về không gian băng tần phát sóng. Từ khi quá trình chuyển đổi số truyền hình hoàn thành vào tháng 4 năm 2010, kênh chỉ phát sóng bằng tiếng Wales. BBC Cymru Wales cung cấp cho S4C mười tiếng chương trình mỗi tuần, trong đó có bản tin thời sự. Sản phẩm còn lại được ủy quyền cho ITV và các nhà sản xuất độc lập.

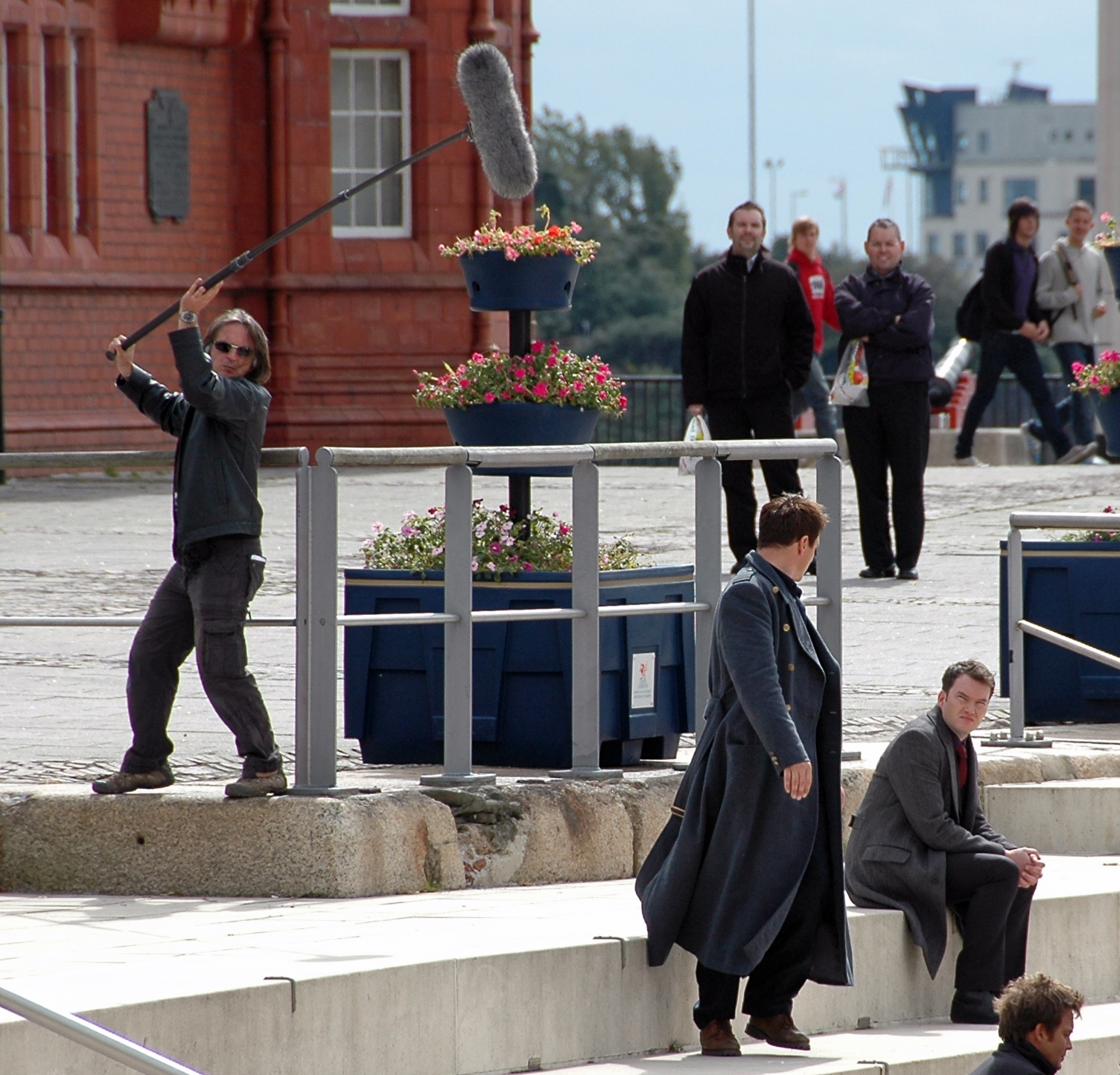
Một số sản phẩm của BBC như Doctor Who và Torchwood được dựng phim tại Wales.

BBC Cymru Wales là đài phát thanh quốc gia duy nhất của Wales. BBC Radio Wales là dịch vụ phát thanh tiếng Anh, trong khi BBC Radio Cymru là dịch vụ phát thanh tiếng Wales, cả hai kênh phát sóng trên toàn lãnh thổ Wales bằng ngôn ngữ tương ứng. Một số đài phát thanh độc lập phát sóng đến các khu vực của Wales, chủ yếu là bằng tiếng Anh. Một số đài phát thanh khu vực phát bằng tiếng Wales.
Hầu hết các báo bán tại Wales là báo phát hành toàn Anh Quốc, trong khi tại Scotland có nhiều báo đổi sang tên gọi thể hiện có nền tảng Scotland. Western Mail là nhật báo quốc gia duy nhất của Wales. Các nhật báo khu vực có nền tảng tại Wales gồm: Daily Post (bao phủ miền bắc Wales); South Wales Evening Post (Swansea); South Wales Echo (Cardiff); và South Wales Argus (Newport). Y Cymro là một báo tiếng Wales, nó phát hành hàng tuần. Wales on Sunday là báo chủ nhật tiếng Wales duy nhất bao phủ toàn bộ Wales.
Hội đồng Sách Wales (WBC) là cơ cấu được Chính phủ Wales tài trợ, có nhiệm vụ thúc đẩy văn học Wales. WBC cung cấp trợ cấp xuất bản cho các xuất bản phẩm tiếng Anh và tiếng Wales đủ tiêu chuẩn. Khoảng 600–650 sách được xuất bản mỗi năm từ hàng chục nhà xuất bản Wales. Các nhà xuất bản lớn tại Wales gồm Gomer Press, Gwasg Carreg Gwalch, Honno, University of Wales Press và Y Lolfa.
Các tạp chí xuất bản bằng tiếng Wales và tiếng Anh bao phủ các chủ đề tổng thể và chuyên biệt. Cambria là một tạp chí chuyên ngành tại Wales phát hành hai tháng một bản, có người đặt mua tại nhiều quốc gia. Các tạp chí tiếng Anh phát hành mỗi quý có Planet và Poetry Wales. Các tạp chí tiếng Wales bao gồm Golwg (hàng tuần) và Barn (hàng tháng). Trong số tạp chí chuyên ngành, Y Wawr được tổ chức nữ giới quốc gia Merched y Wawr phát hành mỗi quý. Y Traethodydd là một xuất bản phẩm theo quý do Giáo hội Trưởng Lão Wales phát hành, xuất hiện lần đầu vào năm 1845; là xuất bản phẩm Wales lâu năm nhất vẫn còn được in.

### Ẩm thực

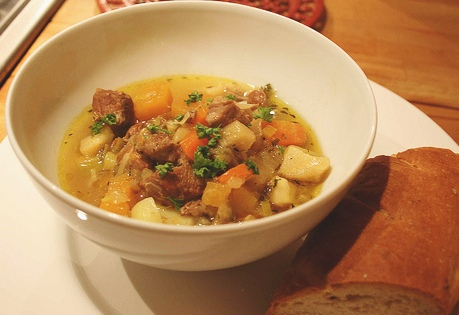
Cawl là một món ăn truyền thống từ Wales

Khoảng 78% diện tích lãnh thổ của Wales được sử dụng cho nông nghiệp. Tuy nhiên, Wales có rất ít đất canh tác, đại đa số đất đai là các đồng cỏ chăn thả gia súc như cừu và bò. Mặc dù bò thịt và bò sữa được nuôi nhiều, đặc biệt là tại Carmarthenshire và Pembrokeshire, song Wales nổi tiếng hơn về chăn nuôi cừu và do đó thịt cừu theo truyền thống có liên hệ với cách thức nấu nướng của Wales.
Các món ăn truyền thống gồm có laverbread (làm từ laver (Porphyra umbilicalis), một loại rong biển); bara brith (bánh mì quả); cawl (thịt cừu ninh); cawl cennin (súp tỏi tây); bánh ngọt Wales; và thịt cừu Wales. Sò nứa thỉnh thoảng giữ vai trò là bữa sáng truyền thống cùng với thịt xông khói và laverbread.
Mặc dù Wales có thực phẩm truyền thống riêng, song họ hấp thu nhiều đặc điểm ẩm thực Anh, đồ ăn Wales nay được bổ sung từ Ấn Độ, Trung Quốc và Hoa Kỳ. Gà tikka masala là món ăn được ưa thích tại Wales còn hamburger và các món tẩm bột chiên Trung Quốc cũng bán chạy.

### Âm nhạc

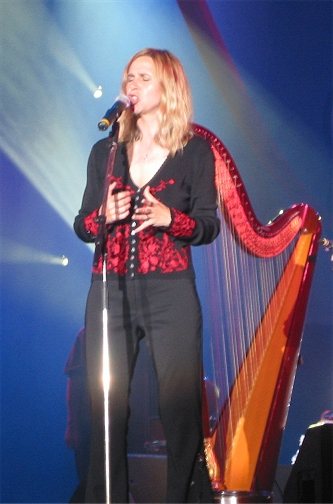
Nghệ sĩ dân gian Wales Siân James

Wales thường được gọi là "vùng đất tiếng hát", và nổi tiếng với các nghệ sĩ đàn hạc, hợp xướng nam, và nghệ sĩ diễn đơn. Lễ hội thi ca chính tại Wales là National Eisteddfod được tổ chức thường niên. Llangollen International Eisteddfod phỏng theo National Eisteddfod song tạo cơ hội cho các ca sĩ và nhạc sĩ thế giới trình diễn. Âm nhạc và vũ đạo truyền thống tại Wales được nhiều hội đoàn hỗ trợ.
Các nhạc cụ truyền thống của Wales gồm cótelyn deires (đàn hạc ba), vĩ cầm, crwth, pibgorn (ống sáo sừng) và các nhạc cụ khác.
Dàn nhạc giao hưởng quốc gia BBC Wales trình diễn tại Wales và quốc tế. Đoàn opera quốc gia Wales có cơ sở tại Trung tâm Thiên niên kỷ Wales, trong khi Dàn nhạc giao hưởng thanh niên quốc gia Wales đi đầu về mô hình này trên thế giới.
Wales có truyền thống sản sinh các ca sĩ nổi danh, như Tom Jones, Bonnie Tyler, Dame Shirley Bassey, Duffy. Các ban nhạc nổi tiếng xuất thân từ Wales có Badfinger trong thập niên 1960, Man và Budgie trong thập niên 1970 và the Alarm trong thập niên 1980. Nhiều nhóm nổi bật trong thập niên 1990, đi đầu là Manic Street Preachers, tiếp theo là Stereophonics và Feeder; nổi tiếng trong giai đoạn này có Catatonia, Super Furry Animals, và Gorky's Zygotic Mynci. Các ban nhạc Wales thành công gần đây gồm Lostprophets, Bullet for My Valentine, Funeral for a Friend và Kids in Glass Houses. Sân khấu âm nhạc truyền thống và dân gian Wales đang hồi sinh với Carreg Lafar, Fernhill, Siân James và the Hennessys.
Nhiều đội hợp xướng nam nổi bật trong thế kỷ XIX và tiếp tục cho đến nay. Ban đầu các đội hợp xướng này được hình thành với tư cách là đội nam cao và nam trầm của đội hợp xướng nhà thờ, và đi theo các bài thánh ca thế tục phổ biến hàng ngày. Nhiều đội hợp xướng lịch sử tồn tại cho đến ngày nay, họ hát hỗn hợp các bài truyền thống và thịnh hành.

### Kịch

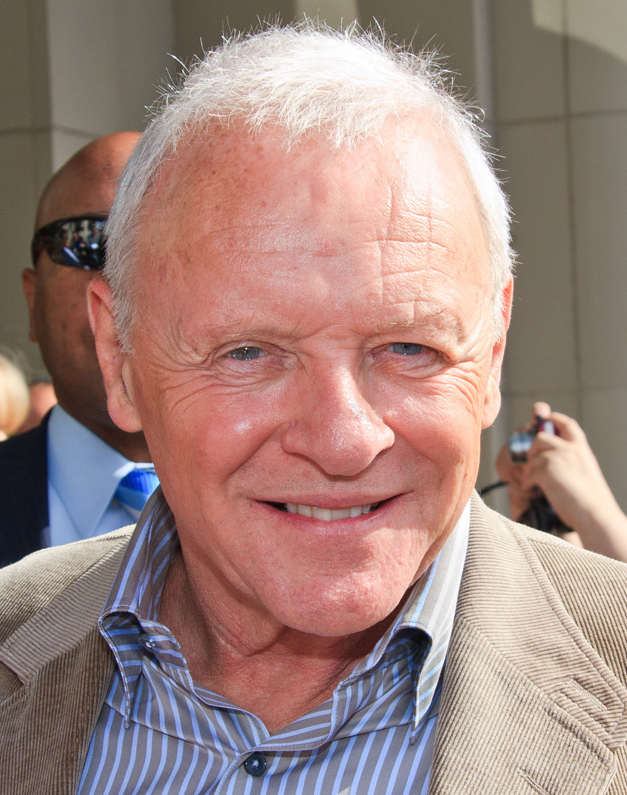
Anthony Hopkins trong vai Hannibal Lecter xếp vị trí phản diện số một trong lịch sử điện ảnh của AFI.

Các vở kịch Wales cổ nhất còn tồn tại là hai vở kịch thần bí thời Trung Cổ Y Tri Brenin o Gwlen ("ba quốc vương từ Köln ") và Y Dioddefaint a'r Atgyfodiad ("khổ hình và phục sinh"). Một truyền thống sân khấu Wales được công nhận nổi lên trong thế kỷ XVIII, dưới dạng tiết mục chuyển tiếp, trình diễn trong hội chợ và chợ thường. Các đô thị lớn tại Wales bắt đầu xây dựng các nhà hát trong thế kỷ XVIII, và thu hút những người như James Sheridan Knowles và William Charles Macready đến Wales. Cùng với các nhà hát, còn có các công ty lưu động trong các hội chợ, song từ năm 1912 hầu hết các nhà hát lưu động ổn định hóa, mua nhà hát để trình diễn.
Kịch phát triển mạnh vào đầu thế kỷ XX, song Wales thất bại trong việc cho ra đời một công ty sân khấu quốc gia. Sau Thế chiến II, số lượng các công ty nghiệp dư tồn tại từ trước đại chiến giảm đến hai phần ba. Cạnh tranh gia tăng từ truyền hình trong thập niên 1950 và 1960 dẫn đến nhu cầu tính chuyên nghiệp lớn hơn trong sân khấu. Do đó, các vở kịch của Emlyn Williams và Alun Owen và những người khác được dàn dựng, trong khi các diễn viên Wales như Richard Burton, Rachel Roberts, Donald Houston và Stanley Baker khẳng định bản thân là những nghệ sĩ tài năng. Anthony Hopkins đóng vai chính trong các phim của Hollywood. John Rhys-Davies cũng là một diễn viên nổi tiếng, đóng vai Gimli trong Chúa tể những chiếc nhẫn và Sallah trong Indiana Jones. Các diễn viên Wales khác vươn sang bờ kia Đại Tây Dương trong thời gian gần đây là: Ioan Gruffudd; Rhys Ifans; Matthew Rhys; Michael Sheen; và Catherine Zeta-Jones. Wales cũng sản sinh các diễn viên hài kịch nổi tiếng như Tommy Cooper, Terry Jones, Harry Secombe, Rhod Gilbert và Paul Whitehouse.

### Vũ đạo
Nhảy múa là một thú tiêu khiển phổ biến tại Wales; các vũ đạo truyền thống gồm vũ đạo dân gian và clog. Đề cập sớm nhất về vũ đạo tại Wales là trong một ghi chép vào thế kỷ XII của Giraldus Cambrensis, song đến thế kỷ XIX điệu nhảy truyền thống gần như biến mất; điều này được cho là do ảnh hưởng của những người phi giáo điều ("Nonconformist") và đức tin của họ rằng bất kỳ trò tiêu khiển thể xác nào cũng vô nghĩa và quỷ quái, đặc biệt là nhảy hỗn hợp. Các vũ điệu cổ này được truyền khẩu lại, và gần như được một tay Lois Blake (1890–1974) giải cứu, ông ghi lại chúng với cả bước và nhạc. Tương tự, vũ đạo clog được bảo tồn và phát triển bởi những người như Howel Wood (1882–1967). Vũ đạo Clog thời xưa là một nghệ thuật do nam giới chi phối, song nay là phần phổ biến trong lễ hội Wales.
Hội vũ đạo dân gian Wales được thành lập vào năm 1949; họ hỗ trợ một mạng lưới các đội vũ đạo nghiệp dư quốc gia và phát các công cụ hỗ trợ. Vũ đạo đương đại phát triển tại Cardiff trong thập niên 1970; một trong các công ty đầu tiên là Moving Being từ Luân Đôn đến Cardiff vào năm 1973. Cuối cùng, nó trở thành Công ty Vũ đạo Quốc gia Wales, nay ở trong Trung tâm Thiên niên kỷ Wales.

### Lễ hội
Cùng với nhiều lễ hội tôn giáo truyền thống của Anh Quốc như Phục sinh và Giáng sinh, Wales có các ngày lễ độc đáo của mình. Lễ Mabsant có từ lâu, khi các giáo xứ địa phương cử hành tán dương thánh bảo trợ tại nhà thờ của họ. Lễ này mất đi trong thế kỷ XIX, bị thay thế bằng ngày Thánh David, tổ chức vào 1 tháng 3 trên khắp Wales và những người Wales hải ngoại.
Tưởng niệm vị thánh bảo trợ của hữu nghị và tình ái được gọi là Dydd Santes Dwynwen, gần đây nó ngày càng phổ biến. Lễ được tổ chức vào ngày 25 tháng 1 theo cách thức tương tự như lễ Tình nhân: trao đổi thiếp và tổ chức các bữa tiệc và hòa nhạc.
Calan Gaeaf được cho là liên hệ với siêu nhiên và người chết, được cử hành vào ngày 1 tháng 11 (ngày Các thánh). Tuy nhiên, nó phần lớn bị thay thế bằng Hallowe'en. Các lễ hội khác gồm có Calan Mai (quốc tế lao động), lễ khởi đầu mùa hè; Calan Awst (ngày hội mùa); và Gŵyl Fair y Canhwyllau (lễ dâng Chúa vào đền thánh).